# Hellblazer
Hellblazer (también conocido como John Constantine, Hellblazer) es un cómic de horror contemporáneo estadounidense, publicado originalmente por DC Comics, y posteriormente por la línea Vertigo a partir de marzo de 1993, momento de creación de la misma. Su personaje principal es el mago callejero John Constantine, creado por Alan Moore y Stephen R. Bissette, que apareció por primera vez en el número 37 de The Saga of the Swamp Thing (junio de 1985). Hellblazer se publicó de forma continuada en Estados Unidos desde enero de 1988, y llegó a ser el título más longevo de Vertigo. En 2013, la serie concluyó con su número 300, reemplazada por una colección perteneciente al Universo DC, Constantine. Conocida por sus comentarios políticos y sociales, la serie originó una adaptación cinematográfica, una serie de televisión y multitud de spin-offs y crossovers.
La colección fue una de las más famosas de la línea Vertigo, y se caracterizó por el trabajo realizado por varios escritores británicos a lo largo de las décadas, entre ellos: Jamie Delano, Garth Ennis, Paul Jenkins, Warren Ellis, Grant Morrison, Neil Gaiman, Mike Carey, Denise Mina, Andy Diggle, y Peter Milligan. Hellblazer fue una de las primeras creaciones de ficción moderna situadas en el género fantástico de detectives e influyó notablemente en las obras posteriores enmarcadas en dicho género.

## Trayectoria editorial

### En general
Tras la reacción favorable a las apariciones de John Constantine en la serie protagonizada por La Cosa del Pantano, en la que fue introducido por Alan Moore durante su estancia en el título, el personaje recibió su propia colección en 1988. En principio, la serie iba a llamarse Hellraiser, pero el título se revisó antes de su publicación debido al estreno de la película del mismo título dirigida por Clive Barker. El guionista inicial, Jamie Delano, fue, en sus propias palabras, “bastante ambivalente” ante el cambio de título.
El escritor Jamie Delano y el artista John Ridgway conformaron el equipo creativo original de la serie, y Dave McKean colaboró como portadista. Delano introdujo un aspecto político en el personaje, sobre el cual dijo: … en general, estaba interesado en comentar cómo era la Gran Bretaña de los años 80. Ahí era donde yo vivía, era una mierda y quería decírselo a todo el mundo. El cómic, publicado originalmente como un título de DC Comics, se convirtió en una serie de Vertigo con el lanzamiento de la línea, en marzo de 1993 (a partir del número 63).
Varios guionistas tuvieron largas etapas en la colección, como Garth Ennis y el propio Delano, quienes tuvieron la segunda y la tercera etapas más longevas en la serie, incluyendo especiales, miniseries, novelas gráficas y relatos cortos (con 51 y 47 números, respectivamente), solo detrás de Peter Milligan (con 54 números). Los otros escritores con etapas continuadas en la colección (de un mínimo de 10 números), por orden de longevidad, son Mike Carey (44 números), Paul Jenkins (43 números), Brian Azzarello (31 números), Andy Diggle (22 números), Denise Mina (13 números) y Warren Ellis (11 números).
En la serie trabajaron numerosos dibujantes, entre ellos John Ridgway (su artista original), Dave McKean, Sean Murphy, Simon Bisley, Mark Buckingham, Richard Corben, Jock y David Lloyd. Con todo, los dibujantes con más números en la serie (incluyendo spin-offs) fueron Giuseppe Camuncoli (con 48 números), Leonardo Manco (43 números), Sean Phillips (39 números), Marcelo Frusin (34 números) y Steve Dillon (31 números).
Durante los años, Hellblazer se caracterizó por sus magníficas y sugerentes portadas, realizadas por algunos de los mejores artistas del medio. Los portadistas más prolíficos incluyeron a Dave McKean (que diseñó la primera etapa de las portadas de la colección - en total, 24 números-), Tim Bradstreet (que realizó la mayoría de ellas -81 en total-), Glenn Fabry (que consiguió por su labor el Premio Eisner de 1995 al mejor portadista, y que realizó 54 portadas), Sean Phillips (49 portadas), Simon Bisley (que realizó la última etapa de las portadas de la colección -46 números-), y Lee Bermejo (33 portadas). Otros portadistas destacados son Kent Williams, Tom Canty y David Lloyd.

### Escenario y protagonista
Ver también: John Constantine
Hellblazer se desarrollaba en un mundo contemporáneo, aunque plagado por la magia y por conflictos sobrenaturales que acechaban en un segundo plano. Aunque en el número 14 de la serie original se hacía una referencia de pasada a los superhéroes, desde entonces la serie desarrolló su propio “universo de bolsillo”, en el que lo sobrenatural y paranormal no jugaban un gran papel en las vidas de la mayoría de la gente común, y en el que las amenazas contra la humanidad no conllevaban la intervención de superhéroes, sugiriendo por tanto que éstos no existían. Sin embargo, algunos personajes de DC Comics (en particular, los pertenecientes a la “rama mágica” del Universo DC, como Zatanna, El Fantasma Errante, Muerte de los Eternos, y La Cosa del Pantano) hicieron varias apariciones.
John Constantine (nacido, según la ficción, en Liverpool, Inglaterra, en 1953) es un hechicero y exorcista con tendencias amorales y poseedor de valores cuestionables, además de métodos poco ortodoxos. Físicamente reconocible por su gabardina y por estar siempre fumando cigarrillos, Constantine es un antihéroe con la estética del detective clásico: narrando sus pensamientos en una voz en off, aparece como un perdedor consciente de su suerte, alcohólico y adicto a la nicotina, con una personalidad que oscila entre lo individualista y lo amoral, cínico y solitario.
En su carrera hacia el éxito como nigromante, Constantine ha sacrificado a humanos y criaturas míticas, cuyos espíritus le atormentan continuamente. Su único objetivo es su propia supervivencia, para la cual practica todo tipo de trucos y engaños contra los seres sobrenaturales a los que se enfrenta y los seres humanos que le rodean en su vida cotidiana. Constantine consigue habitualmente derrotar a sus enemigos utilizando sus dotes como timador, pero como resultado a menudo suele ganar más enemigos que victorias. De hecho, es incapaz de conseguir ningún cambio duradero o disfrutar de victorias inequívocas. Siempre manipulador, a veces busca el bien de la humanidad, pero resulta ser una persona peligrosa para tener como amigo, ya que las vidas y las almas de los que se encuentran a su alrededor ineludiblemente pasan a correr peligro como parte de sus desventuras.
Antes de y durante la publicación de Hellblazer, John Constantine hizo apariciones en otros cómics (la mayoría de la línea Vertigo), como Crisis en Tierras Infinitas, The Sandman, Lucifer y Shade, El Hombre Cambiante. Fue un secundario habitual en La Cosa del Pantano y Los Libros de la Magia. A partir de la publicación de Hellblazer, y dado el carácter adulto de la serie, los intentos de utilizar al personaje en otros cómics de superhéroes u orientados a un público juvenil fueron alterados debido a un mandato editorial, de manera que Constantine se convirtió en el personaje Gregori Eilovotich Rasputin en Firestorm y Capitán Átomo. Grant Morrison creó a Willoughby Kipling para La Patrulla Condenada después de que DC Comics rechazase la utilización de Constantine, cambiando su semblante para que se pareciera a Richard E Grant en Withnail y yo, tras lo cual Phil Foglio tuvo que crear el personaje Ambroise Bierce para la miniserie Stanley y su monstruo, ya que se le denegó el uso de Constantine y de Willoughby Kipling.
John Constantine fue reintroducido en el Universo DC en 2011, inicialmente en el crossover El día más brillante: la búsqueda de la Cosa del Pantano, para formar parte de la línea Los nuevos 52 en su serie propia, Constantine, y como integrante de la Liga de la Justicia Oscura. A partir de dicho momento, las apariciones de Constantine en el Universo DC convencional se han vuelto más habituales (incluyendo, incluso, películas de animación dirigidas a un público juvenil), y el personaje ha compartido protagonismo con Batman y Superman en varias historias.

### 1988–1991, 1994, 2000, 2009, 2010:Jamie Delano(números 1–24, 28-31, 33-40, 84, 250;Annual1;El horrorista;Hellblazer especial:Mala sangre;El gánster, la puta y el mago; Hellblazer: Pandemónium)
Tras haber trabajado en D.R. & Quinch para la revista británica 2000 AD, un título que el creador de John Constantine, Alan Moore, había creado y popularizado, Delano fue seleccionado para empezar Hellblazer en 1987 a iniciativa de Moore por la editora Karen Berger entre varios pretendientes, entre ellos un jovencísimo Neil Gaiman. Berger se quedó impresionada por la explosión de ideas que le presentó Delano: “Básicamente, me dio (y es una de las pocas cosas que he guardado durante los años) su propuesta original para la serie, y tenía de todo: la historia personal de John, sus antepasados… y todo ello sin recibir directriz alguna en términos de un mandato por mi parte”. Sobre el cambio del nombre de la serie (de Hellraiser a Hellblazer), Delano diría: “Recuerdo que presenté una lista de alternativas al azar. La que más me gustaba era Hell-bent”. Ni él ni Berger recuerdan a quién se le ocurrió Hellblazer, pero a Berger le encantó. A Delano, en principio, no mucho: “Me seguía imaginando demonios llevando chaquetas deportivas, pero una vez se hizo, me acostumbré rápidamente”.
La etapa de Delano (la tercera más longeva de la colección con 47 números, incluyendo spin-offs), se caracterizó por su tono sucio y callejero (que se convertiría en seña de identidad de la serie durante casi toda su extensión), y por su sátira política, mediante la cual tocó varios temas de actualidad en los últimos años 80 y primeros 90, como la especulación financiera por los brokers de la City (a los que convirtió, literalmente, en demonios), y las corruptelas de los masones aristócratas (que en el cómic controlan las Casas del Parlamento). También utilizó el cómic para expresar sus ideas ecologistas, especialmente en “La máquina del miedo”, arco argumental en el que John se unía a una comunidad itinerante de activistas medioambientales. De hecho, Karen Berger recalcó, en una carta publicada con motivo de la salida de Delano de la colección, la ironía de que su último número se le entregase en la misma semana en la que Margaret Thatcher dimitió como primera ministra británica.
La etapa de Delano no se caracterizó por tener un dibujante regular. Durante esta, fueron frecuentes los cambios de equipos artísticos. John Ridgway abandonó la serie en el número 9, y dibujantes como Mark Buckingham, Steve Pugh, Sean Philips y Richard Piers Rayner realizarían varios números para Hellblazer, sin llegar a asentarse en la serie. Los portadistas habituales durante esta etapa fueron Dave McKean y Kent Williams, cuyos estilos oscuros e hiperrealistas ayudaron a definir la estética de la colección.
La etapa de Delano comprendió cinco sagas argumentales:
- La primera, llamada “Pecados originales” y realizada junto a John Ridgway,[16] relata, en sus primeros dos capítulos, el viaje de John a Estados Unidos para exorcizar al demonio sudanés del hambre, Mnemoth. Con ese objetivo, causa la muerte de su amigo, el hechicero heroinómano Gary Lester, que pasa a engrosar la cada vez más numerosa lista de fantasmas de amigos muertos que le atormentan continuamente.[17] Posteriormente, John se enfrentaría a un ejército de demonios dedicados a la compra de almas en la City de Londres, aprovechando la especulación financiera típica de los años de Margaret Thatcher como primera ministra británica,[18] e investigaría el enfrentamiento entre una secta religiosa ascendente, llamada la "Cruzada de la resurrección", y un extraño culto satánico denominado el “Ejército de la Condena”. En el proceso, Constantine rescata a su sobrina Gemma de un asesino en serie;[19] visita un pueblo estadounidense atormentado por los recuerdos de sus habitantes muertos en la Guerra de Vietnam;[20] se enfrenta con un gólem formado por skin-heads, creado por el demonio Nergal;[21] causa la muerte de otro amigo, el hechicero informático Ritchie Simpson (lo que le lleva a tener una crisis nerviosa);[22] consigue sangre de demonio de Nergal, haciendo un pacto con él;[23] y traiciona a su propia amante (y reencarnación de la Virgen María), la joven Zed, causando la destrucción de la "Cruzada de la Resurrección".[15]

- Los siguientes cuatro números, llamados “El diablo conocido”[24] explican finalmente el llamado “incidente de Newcastle”,[25] causado por el fracaso de John en su intento de salvar a una niña pequeña, Astra, de un demonio, un acontecimiento que le dejó casi loco y encarcelado en un psiquiátrico llamado Ravenscar, y cuyo recuerdo le seguiría atormentando durante toda la serie. Finalmente, John descubre que el demonio responsable de la muerte de Astra es Nergal, y mediante un desquiciado plan tecnológico consigue atraparle y llevarle de vuelta al infierno.[26] La saga también incluye un crossover con La Cosa del Pantano, en el que la criatura utiliza el cuerpo de Constantine para procrear con su esposa, Abby.[27]

- A continuación, y tras una historia auto conclusiva en la que Constantine sueña con una locura post-nuclear mientras duerme en una playa,[28] Delano publicó (acompañado principalmente por el dibujante Richard Piers Rayner) un largo arco argumental de nueve números llamado “La máquina del miedo”,[13] en el que una conspiración masónica pretende capturar los miedos de la gente con el objetivo de resucitar un dios (con similitudes con Cthulhu) conocido como Juntakillokian. Constantine consigue abortarla con la ayuda de unos ecologistas, que incluyen a Zed, Mercury, una niña con poderes telepáticos, y Marj, su madre, con quien empieza una relación sentimental.
- La penúltima saga de Delano se titula “El hombre de familia”,[29] y supuso un gran cambio en relación con el cuerpo principal de la serie hasta entonces, ya que el antagonista de Constantine no es un ente sobrenatural (pese a un encuentro metaficcional del villano con una valla ficticia al principio de la saga), sino un expolicía convertido en asesino en serie. Delano aprovechó esta premisa argumental para plantear un debate sobre la procedencia del asesinato en casos extremos. Durante este arco, John se enfrentaría cara a cara con los sentimientos contradictorios causados por la muerte de su borracho y tiránico padre, Thomas. Después del número 24 de la colección[30] y con el arco a medio desarrollo, Delano, que no estaba acostumbrado a la presión de tener fechas de entrega mensuales, se tomó un pequeño descanso, durante el cual Grant Morrison[31] y Neil Gaiman,[32] escribirían tres números de relleno. La historia de Morrison (dibujada por David Lloyd) trataba sobre el terror nuclear en un pequeño pueblo de la campiña inglesa, mientras que la de Gaiman (dibujada por Dave McKean) era una historia romántica de fantasmas protagonizada por indigentes londinenses.
- La etapa de Delano concluyó con “El niño dorado”,[33] historia en la que John se reúne con Marj y Mercury, que le ayudan a recordar la muerte de su hermano gemelo, asesinado por Constantine en el útero de su madre. Delano mostró un futuro alternativo en el que el hermano de Constantine ha sobrevivido en su lugar, convirtiéndose en un patriarca y en el mago más grande que jamás ha existido[.[14] Durante esta saga, también se publicó un número especial, Hellblazer Annual 1,[34] que exploraba a los antepasados de Constantine, y que incluía el videoclip de la banda “punk” de John, “Mucous Membrane”, para la canción “La venus de la venta agresiva”. Entre el final de "El hombre de familia" (número 31 de Hellblazer,[35] en una historia que supondría la primera colaboración para la serie del dibujante Sean Phillips) y el principio de este último arco argumental (número 33[36]), Delano tuvo, una vez más, problemas para atender las fechas de entrega, con lo que el número 32 de la serie sería un número de relleno, esta vez realizado por el dúo conformado por Dick Foreman (guionista) y Steve Pugh (lápices). En esta historia, John se enfrentaba a un perro asesino.[37]

Jamie Delano regresó a la serie en varias ocasiones. Entre las etapas de Garth Ennis y Paul Jenkins en Hellblazer, explicó el motivo por el que el mejor amigo de John, Chas, está en deuda con él. Posteriormente, escribió una de las cinco historias de Navidad relatadas en el número 250. También escribió las miniseries El horrorista en 1995, y Hellblazer especial: Mala sangre en 2000. También en 2000, escribiría el relato en prosa "El gángster, la puta y el mago" para el especial Vertigo secret files: Hellblazer. En 2010, publicó la novela gráfica Hellblazer: Pandemónium junto al artista Jock, para conmemorar el 25 aniversario de la primera aparición de John Constantine en La Cosa del Pantano.

### 1991–1994, 1997, 1998, 1999:Garth Ennis(números 41–50, 52-83, 129–133;Hellblazer:Confesión;Heartland:Tierra del Corazón; Vertigo jam; Vertigo: Al filo del invierno 2)
El escritor norirlandés Garth Ennis tomó las riendas de la serie en 1991. Al igual que Delano, la mayor parte de la obra del jovencísimo autor (de 21 años por aquel entonces) se había publicado en la revista 2000 AD, para la que había escrito varias historias del Juez Dredd. La etapa de Ennis, de un total de 51 números (contando especiales y relatos cortos), sería la más larga de la serie hasta la llegada de Peter Milligan en 2009. Su visión del personaje y de la serie es más intimista que la de Delano, sin abandonar la crítica política: las relaciones de John toman el primer plano y se convierten en el motor de la serie, incluso más que el aspecto sobrenatural. Ennis también imprimiría un fuerte componente religioso: La némesis de John en esta etapa fue el Primero de los Caídos, y algunas líneas argumentales, como la relación entre un ángel, Tali, y un demonio súcubo, Ellie, serían reutilizadas por el propio Ennis como un elemento esencial en Predicador, uno de sus trabajos más populares (con la que su Hellblazer comparte su nihilista sentido del humor, su violencia descarnada, su descreimiento religioso y su componente fundamentalmente humanista). De hecho, en muchos sentidos, el Hellblazer de Garth Ennis puede considerarse como un "campo de pruebas" de Predicador, ya que, entre otros aspectos, significaría su primera colaboración americana con el dibujante de ésta, Steve Dillon. Ennis aprovechó su estancia en Hellblazer para realizar una oda a su país natal, Irlanda, con varios componentes autobiográficos (entre otros aspectos, la inclusión de referencias a la música de The Pogues y la poesía de Brendan Behan, ambos ejemplos representativos de la herencia irlandesa de Ennis).
Los dos dibujantes habituales de la etapa de Ennis fueron Will Simpson y Steve Dillon. Las portadas fueron realizadas, en un principio, por Tom Canty, que sería sustituido en el número 52 por Glenn Fabry. Fabry, caracterizado por un estilo tan atractivo como grotesco, permanecería en la serie durante toda la etapa de Ennis y fue galardonado por su labor con el Premio Eisner al mejor portadista de 1995.
El Hellblazer de Garth Ennis puede dividirse en los siguientes arcos argumentales:
- Su etapa empezó con “Hábitos peligrosos”,[46] que se convertiría en la base de la película de 2005 Constantine. En esta historia, John Constantine contrae cáncer de pulmón, lo que le lleva a hacer un trato desesperado con el Primero de los Caídos, así como con sus dos hermanos, príncipes del infierno, para salvarse de la condena eterna. Constantine visita Irlanda para encontrarse con su viejo amigo, Brendan Finn, que también se muere de cáncer y está condenado al Infierno. Para salvarle, John engaña al Primero de los Caídos haciéndole beber agua bendita, lo que causa el odio eterno de este último. De vuelta a Inglaterra, John se encuentra con Kit Ryan, la antigua novia de Brendan, con la que empieza una relación. En los siguientes números, se explorarían los primeros pasos de la misma, mientras John: (i) hacía frente a los espíritus de un matrimonio de mediana edad, antiguos propietarios de un “pub”, que iniciaban una cruenta venganza contra los mafiosos responsables de la destrucción del local y de la muerte de la mujer;[47] (ii) se encontraría con el Señor de la Danza, un espíritu pagano convertido en alma en pena ante el triunfo de la Navidad cristiana, entablando una estrecha amistad con él (en la que sería la primera colaboración entre Ennis y Dillon);[48] y (iii) se enfrentaría al Rey de los Vampiros, el primer y más poderoso vampiro de la Historia, rechazando su oferta para convertirse en su aliado y espía.[49] Como interludio antes del inicio del siguiente gran arco argumental, el guionista John Smith y el dibujante Sean Philips realizaron un número de relleno, en el que John debe enfrentarse al terror cotidiano de Londres, representado en una lavandería de pesadilla.[50] Este número es considerado, hoy en día, como uno de los puntos álgidos de la colección.[51]
- El siguiente arco argumental importante, “Sangre real”,[52] es una durísima crítica contra la Casa Real británica con toques “pulp”, que relata la posesión, por parte del demonio Calibraxis, del Príncipe de Gales (que parece ser el Príncipe Carlos, aunque nunca se le menciona directamente), como consecuencia de una orgía mística en el Palacio de Buckingham. El Príncipe acaba amnésico, deambulando por las calles de Londres con breves intervalos de lucidez, y emprende una serie de horribles asesinatos caníbales contra los transeúntes (fundamentalmente indigentes y prostitutas). John Constantine es llamado a palacio por el inquietante Sir Peter Marston, al que desprecia, para que arregle el desaguisado. Tras rechazar una oferta del cocainómano hermano del príncipe, que pretende hacerse con el poder, y descubrir los verdaderos planes de Sir Peter (un francmasón que planea colocar al demonio como jefe de Estado), John exorciza al demonio con la ayuda de su amigo, el psíquico, anarquista y periodista radical Nigel Archer, enviando a Sir Peter al Infierno. En un claro homenaje a From Hell, la trama desvela que los masones que controlan la alta sociedad inglesa fueron los responsables de los crímenes de Jack el Destripador, ya que su perpetrador, el Doctor William Gull, fue poseído por Calibraxis.
- Tras una historia sobre pactos demoniacos, asesinatos de niños no-natos y deudas mal pagadas realizada junto a David Lloyd[53] y la segunda colaboración con Steve Dillon, una historia sobre un complot de la industria armamentística que implica el robo de cadáveres,[54] Ennis relató, en su última colaboración con Will Simpson como artista regular, la historia “Ellos y ellas”,[55] en la que se desvela el pasado de Ellie, la demonio súcubo, aliada de Constantine, cuya primera aparición se remonta a “Hábitos peligrosos”.[56] El Primero de los Caídos averigua que Ellie le ha traicionado, ya que revela información a John como espía, ante lo cual ella debe abandonar el Infierno. Ellie le pide a Constantine que le ayude a esconderse. Esta circunstancia se aprovecha para revelar el origen de la extraña relación entre ambos: en 1984, Ellie se enamoró de un ángel, Tali, quedándose embarazada. La unión entre ambos estaba prohibida por el Cielo y el Infierno, por lo que se refugiaron en casa de John, que pretendía esconderlos mientras atendía el parto. Sin embargo, Dios y sus arcángeles (comandados por Gabriel) les encontraron, asesinaron a Tali y se llevaron a su hijo recién nacido. Ellie consiguió salvarse, ya que las huestes del Infierno no se enteraron de su sacrilegio. En el presente, John consigue salvar a Ellie marcando su alma, lo que la convierte en permanentemente invisible a la detección del Infierno. A cambio, John le pide ayuda para causar la caída del arcángel Gabriel, al que ambos se refieren como "el esnob” (y que, deambulando por la Tierra como un aristócrata, se había negado a ayudar a Constantine cuando este tenía cáncer de pulmón[56]).

- El siguiente arco argumental, “Miedo y odio”[57] (que significó la entrada de Steve Dillon como dibujante regular de la serie), empieza en un punto álgido en la vida personal de John, ya que su relación con Kit va bien (de hecho, le acompaña en una visita a la familia de su hermana en Liverpool[58]), y la fiesta de su cuadragésimo aniversario resulta ser memorable, con la asistencia de sus amigos Ellie, Zatanna e incluso La Cosa del Pantano, que usan sus varias habilidades para crear grandes cantidades de whiskey Bushmills y marihuana.[6] Acto seguido, John cae a su punto más bajo, gracias a su enfrentamiento con el Frente Nacional y las amenazas de estos últimos a Kit, que causan que ésta le abandone para volver a Irlanda. Tras esto, John entra en una profunda depresión, y vive como un sin techo en las calles de Londres, alcoholizándose para olvidar. El arcángel Gabriel es seducido por Ellie, quien le arranca su corazón, lo que causa su expulsión del Cielo y que se convierta en un esclavo de Constantine (custodio de dicho órgano). Aprovechándose de la mala situación de John, el Rey de los Vampiros le da caza, pero al intentar morderle es envenenado por su sangre de demonio.[59] Ello le deja desvalido ante el sol de la mañana, que causa su muerte. Mientras tanto, Kit se enfrenta a su nueva / vieja vida en Belfast, rodeada de sus hermanos y antiguos conocidos, sin poder olvidar del todo a John.[60] Constantine consigue recuperar su autoestima y salir de las calles, tras experimentar un contacto místico con el espíritu moribundo de un aviador de la Segunda Guerra Mundial.[61] En paralelo a esta trama argumental, Ennis y Dillon publicaron una historia corta (que transcurre durante la etapa de John como indigente) para el especial Vertigo Jam.[62] Asimismo, ambos autores publicaron en esta época el primero de los dos especiales sobre el mundo de Hellblazer que realizaron al margen de la colección: Hellblazer: Confesión,[63] en el que se narraba un horrible secreto del pasado de John.

- Tras su recuperación, la historia “Llamas de condena”[64] seguiría a John en su viaje (en principio vacacional) a Nueva York, donde Constantine es trasladado gracias al vudú a una América alternativa por su viejo adversario Papá Medianoche. Ennis realizó en este relato una crítica surrealista y terrorífica del Sueño Americano. En el tortuoso viaje de vuelta de John a la realidad, le acompaña el espíritu de JFK, que tiene que sostener su cerebro en su sitio con su mano izquierda, debido a su famosa herida. Finalmente John averigua cómo escapar, tras encontrarse con el Primero de los Caídos, quien gobierna el lugar disfrazado de Abraham Lincoln. Tras esta historia, Ennis relataría en formato "flash-back" el primer encuentro entre Kit y John.[65] En el presente, John vuelve a Inglaterra, y en el trayecto se reencuentra con el fantasma de su viejo amigo Brendan en Dublín (en una melancólica historia que forma parte del particular homenaje de Ennis a Irlanda).[66] En un relato autoconclusivo dibujado por Peter Snejbjerg, Chas relata a sus compañeros de "pub" la extraña historia de cómo John, después de ser arrastrado al infierno por un espíritu, reapareció cuando se le creía muerto, justo en medio de su propio funeral.[67]
- La primera etapa de Ennis finalizó con “Un cínico a las puertas del Infierno”,[68] una historia en la que colisionan la trama sobre el racismo y el Frente Nacional que empezó en “Miedo y odio” (con unos disturbios en Mile End que recuerdan a los que tuvieron lugar en la vida real en Brixton y Broadwater Farm como telón de fondo), el intento de venganza del Primero de los Caídos, que comenzó en “Hábitos peligrosos”, y el final de la relación de John con Kit Ryan. La pírrica victoria de John (quien, con la ayuda de Ellie, consigue vencer al Primero de los Caídos, aunque a costa de las vidas de muchos de sus amigos) concluye la saga narrada por Ennis, dejando una situación óptima para el guionista que le sucediera.

Ennis volvió al mundo de Hellblazer en tres ocasiones:
- En 1997, con el especial Heartland: Tierra del Corazón (no confundir con el número 70 de la colección regular,[60] de igual título y temática similar), junto a Steve Dillon, en el que narraba una emotiva historia sobre la adaptación de Kit a la vida en Belfast, y hacía un triste fresco sobre la situación de la ciudad en los años previos al Acuerdo de Viernes Santo de 1998.[69]
- En 1998, con el arco argumental “Hijo del hombre” (junto a John Higgins), que se publicó entre las etapas de Paul Jenkins y Warren Ellis en Hellblazer.[70] Esta historia, de tono más irreverente que su primera etapa en el título, trata sobre las consecuencias de la resurrección, por parte de Constantine, del hijo muerto de un gánster del East End de Londres, usando el espíritu de un demonio.
- Por último, en 1999, Garth Ennis colaboraría con Glyn Dillon para contar la historia corta “Todos esos chicos y chicas”, que se publicó en la miniserie antológica Vértigo: Al filo del Invierno.[71] En la historia, un John borracho se imagina cómo sería la vida de sus amigos muertos cuando eran niños, mientras bebe whisky sin parar en la barra de un “pub”.

### 1995-1998:Paul Jenkins(números 89-128;Hellblazer/ Los libros de la magia;Vertigo: Al filo del invierno1)
Tras el breve regreso de Delano a la serie y un pequeño interludio escrito por el dibujante de From Hell, Eddie Campbell, Paul Jenkins tomó las riendas de la serie en 1995. Antiguo editor de Las Tortugas Ninja y otros títulos de Mirage Studios, Jenkins estaba interesado en emprender una carrera como guionista, cansado de la edición, y, tras pedir trabajo en varias editoriales, consiguió escribir Hellblazer, convirtiéndose en el único guionista sin experiencia profesional que había escrito para el título hasta entonces. Jenkins abandonó en parte el tono callejero de Ennis y se adentró abiertamente en la senda de lo fantástico, utilizando para ello varios clásicos de la mitología e historia británica (en su etapa, abundan las referencias a Albion, al ciclo artúrico y a antiguas batallas inglesas, y aparece Samuel Taylor Coleridge en una historia en la que se especula sobre la creación del poema Kubla Khan, y lo que podría haber sido la famosa interrupción al poeta del “hombre de Porlock”). También volvió a la recreación, típica de la época de Delano, del estilo de vida anarquista, y retomó el tono social de la serie, al narrar, entre otros aspectos de actualidad en la Inglaterra de los años 90, los efectos de la Ley británica de Justicia Criminal de 1994, una ley controvertida que restringía la capacidad de los ciudadanos de hacer grandes manifestaciones.
Formalmente, el trabajo de Jenkins destacó por su gran dominio de la narración auto conclusiva, que se convirtió en el formato narrativo más habitual de su etapa, en la que el dibujante regular fue Sean Philips, que sin embargo abandonaría la serie en el número 120, siendo sustituido para los últimos arcos argumentales por Warren Pleece. La totalidad de las portadas fueron realizadas por Phillips.
Los arcos argumentales de la etapa de Jenkins fueron los siguientes:
- Tras una trama de dos números llamada “Tiempo de Sueño”[77] (en la que Jenkins cerró algunos arcos argumentales abiertos por Campbell en su breve etapa), y una pequeña historia en la que John se encuentra con el espíritu atrapado en el tiempo de un amigo de su etapa "punk",[75] el primer arco argumental importante realizado por Jenkins sería “Masa crítica”.[78] En esta historia, Constantine se ve forzado a utilizar su magia para purgar su lado oscuro en un doble, con el objetivo de evitar ser enviado al Infierno como parte de un trato con un demonio para salvar el alma poseída del hijo de un amigo. Constantine crea así a su antagonista, el “Constantine Demoniaco”, con la ayuda de Aleister Crowley. Tras esta trama, Jenkins escribió una serie de historias auto conclusivas en las que John (i) se encuentra en un bosque con un extraño pastor, que le vaticina el futuro;[79] (ii) se enfrenta al espíritu de un perro asesinado, atrapado en una casa;[80] (iii) visita la ciudad mítica de Abaton con sus amigos, con trágicas consecuencias;[81] y (iv) en el número 100 de Hellblazer, se reencuentra con el espíritu de su padre, atrapado en el Infierno. En esta historia, se explora en más detalle la relación abusiva entre ellos, aunque no queda claro si dicho encuentro es real o simplemente un sueño sufrido por John mientras está en coma.[82] Posteriormente, John va a ver un partido de fútbol, lo que es aprovechado por Jenkins para describir de manera descarnada la vida cotidiana de los hooligans ingleses.[83]
- En el arco argumental "Comienzos difíciles"[84] Jenkins conduce a John por un viaje iniciático, en búsqueda de su lado oscuro (perdido en "Masa Crítica"), tras darse cuenta de que lo necesita para practicar su magia. La búsqueda culmina con John copulando con Ellie en el Infierno (el único modo que le queda a John para cumplir su meta). La súcubo, frustrada y engañada, le jura odio eterno. Tras esta historia, Jenkins volvería a escribir tramas auto conclusivas, en las que John (i) revisita el mito del poema Kubla Khan, de Coleridge;[74] (ii) en un arco de dos números titulado "En la línea de fuego", intenta salvar el espíritu de un veterano de la Segunda Guerra Mundial, atrapado en una casa;[85] (iii) tima a unos aristócratas en una orgía mística, con desastrosas consecuencias para una niña anoréxica y su padre;[86] y (iv) investiga un extraño caso de hombres-lobo en Yorkshire.[87]
- En "El último hombre",[88] Jenkins reveló que el anarquista “punk” amigo de John, Rich, es en realidad descendiente del Rey Arturo, y narró el intento de Merlín de descubrir el secreto de Dios, un acto que, de conseguirse, destruiría Inglaterra. El nuevo amor de John, la periodista afrodescendiente Danita Wright, sería la protagonista de la siguiente historia (que versa sobre su relación con su abusador exnovio y el plan de John para escarmentar a este último).[89] Tras esta trama, John se enfrentó a las almas de los muertos de un cementerio, sacadas de su sueño por las irresponsables acciones de los vivos;[90] contempló, al mismo tiempo, la muerte de la madre de su amigo Straff y el nacimiento del segundo hijo de Rich;[91] y, en un día muy malo, fue testigo de primera mano de todos los desastres humanos que han ocurrido en el tiempo y el espacio, focalizados en un accidente aéreo (haciendo referencia a la teoría de la sincronicidad).[92]
- En el número que marcaba el décimo aniversario de la colección,[76] Jenkins cambió radicalmente el formato habitual de la serie al romper la Cuarta Pared, y dirigirse al lector directamente, como si este estuviera en un “pub” con Constantine, en una reunión concertada especialmente para oír sus historias. Durante la trama, aparecen muchos personajes enmarcados en la trayectoria de Constantine, incluyendo sus amigos fallecidos, que se encuentran en otro “pub” fantasmagórico junto a Muerte de los Eternos (de Sandman). También aparecen varios guionistas, dibujantes y editores: el creador de la serie Alan Moore, Garth Ennis, William Simpson, Lou Stathis y Stuart Moore (ambos antiguos editores de Hellblazer), Jamie Delano, Sean Philips (el dibujante del número), el propio Paul Jenkins y Axel Alonso (editor de la serie por aquel entonces).

- La etapa de Jenkins terminó con dos arcos argumentales, “Contracorriente”[93] y “Cómo jugar con fuego”,[94] que relatan el nuevo plan del Primero de los Caídos, consistente en dejar que la Humanidad se destroce a sí misma a través del consumismo y la televisión, así como las maquinaciones de Ellie, quien, llevada por la venganza, pretende dejar a John en la más profunda soledad. John consigue salvarse, mientras que Ellie es condenada al martirio por el Primero de los Caídos. La etapa de Jenkins acabó en un literal deus ex machina, en el que John tiene una conversación en un bosque, a la luz de una hoguera, con Dios (que resulta ser el pastor que aparecía en el número 97 de la colección[79]). Al final, la relativa victoria de John sobre Ellie tiene un precio: casi todos sus amigos (incluyendo a Rich y su familia, así como su amante, Danita), cortan toda relación con él. Por tanto, una vez más, John vuelve a acabar completamente solo. En paralelo a su estancia en la serie regular de Hellblazer, Paul Jenkins escribiría, además: (i) Hellblazer / Los libros de la magia, una miniserie de dos episodios en la que John se ve forzado a bajar al Infierno junto a Tim Hunter, con el objetivo de recuperar su alma infantil, que había ocultado en una caja de niño, secuestrada por un demonio;[95] y (ii) una historia corta para el número 1 de Vértigo: Al filo del invierno, en la que John se encuentra con el fantasma de un crítico musical, muerto de cáncer, en un bar de Nueva York.[96]

### 1999:Warren Ellis(números 134–143;Vertigo resurrected: Shoot)
Warren Ellis tomó las riendas de la colección en 1999, gracias al éxito de otro título de Vertigo: Transmetropolitan. Se pretendía que continuase la estela de Delano, Ennis y Jenkins, convirtiéndose en el guionista principal del título durante varios años. Ellis compartía varios rasgos biográficos con Constantine (ambos nacieron en el norte de Inglaterra para desplazarse a Londres ya en su vida adulta; ambos eran profundamente progresistas ideológicamente; y Ellis se había especializado en crear personajes solitarios con una habilidad innata para alienar a todo aquel que se encontraba a su alrededor). Según el propio Ellis. "Siempre concebí a John como un arquetipo de la ficción británica y de la cultura británica de lo extraño”, en la tradición de los “investigadores de lo oculto” británicos como Thomas Carnacki (creado por William Hope Hodgson). "Nuestros dioses tramposos son siempre más siniestros, más tristes, y malditos”.
En su breve etapa, Ellis volvió a las raíces de crítica social del título (que habían sido dejadas de lado por Ennis y, hasta cierto punto, por Jenkins). También le dio tiempo para tratar algunas de sus obsesiones personales, como la visión descarnada del periodismo como arma manipuladora, la interacción física de lo fantástico y de lo terrenal y su concepción propia de la metafísica. Asimismo, por primera vez en la serie y en línea con lo planteado por Hodgson en sus cuentos de Carnacki, desveló algunos de los misterios aparentemente sobrenaturales a los que se enfrentaba Constantine como ilusiones provocadas, en ocasiones, por el caótico estado mental de sus antagonistas, y, en otras, por sus propias maquinaciones como timador.
Ellis empezó su etapa con un arco argumental de seis números llamado “Atormentada”, en el que un horrible asesinato lleva a John a reconocer la misoginia inherente en el modo en el que pone en peligro a sus parejas sentimentales. En la saga, Ellis aprovechó para cargar contra el “Nuevo laborismo” de Tony Blair, al que veía como el thatcherismo con una nueva cara, envuelto en memorabilia de la Princesa Diana. También aprovechó la historia para hacer una loa al Londres oculto, así como para otorgar un aire melancólico y revisionista a John Constantine, que sería aprovechado (junto a varios personajes secundarios creados por Ellis, como Mapa, Clarice, Albert o Watford) por Mike Carey en su etapa posterior.
Tras la conclusión de "Atormentada", Ellis realizó una serie de historias auto conclusivas, en las que (i) llevó a Constantine al terreno del terror descarnado, propio de la etapa de Delano; (ii) contó una inquietante historia sobre un periodista esquizofrénico, convencido de haber encontrado el feto abortado del Anticristo; (iii) realizó una denuncia de la invasión japonesa de Manchuria, en la figura del fantasma de un sádico médico japonés en búsqueda de redención; (iv) revisitó las relaciones de John con sus parejas fallecidas, ya tratadas en "Atormentada"; y (v) hizo una crítica despiadada de los "paparazzis" y de los tabloides británicos.
El afán de crítica social de Ellis le llevó a escribir la controvertida “Dispara”, una narración marcadamente oscura sobre los tiroteos en las escuelas de Estados Unidos, escrita justo antes de la masacre de Columbine, pero cuya publicación estaba prevista para unos meses después de la misma. En el número, John es testigo de varios tiroteos en institutos y llega a la conclusión de que los asesinos y los asesinados son ambos víctimas de las fuerzas sociales, políticas y culturales que les alienan.
Pese al entusiasmo inicial del equipo editorial de Vertigo, Paul Levitz, redactor jefe de DC Comics, rehusó publicar la historia. Según Ellis, Karen Berger (redactora jefe de Vertigo por aquel entonces) quería que la historia se publicase, e intentó presionar para ello. “Pasaron un par de semanas de peleas y gritos, al final de las cuales les dije que podían publicarla como estaba o publicarla con los cambios que requerían, y quitar mi nombre”. En cualquier caso, Ellis había perdido todo interés en continuar en la colección bajo esas circunstancias, lo que le llevó a presentar su dimisión. Una copia de “Dispara” se filtró en internet. La historia sería publicada por Vertigo más de una década más tarde.
El dibujante habitual durante la corta etapa de Ellis fue John Higgins, que realizó el arco argumental "Atormentada". Con todo, una de las características fundamentales de esta etapa fue que durante la misma se produjo el debut en la serie de Tim Bradstreet (en el número 134), cuya estancia en Hellblazer se alargaría hasta el final de la etapa de Mike Carey, y que se convertiría en el portadista más longevo y definitivo de la serie.

### 2000- 2002, 2009:Brian Azzarello(números 146–174, 250;La primera vez)
Tras un breve interludio del guionista croata Darko Macan, Brian Azzarello empezó a escribir la serie en el número 146, una vez más gracias al éxito de su propia colección para Vertigo, 100 Balas. Por primera vez, un guionista americano se hacía cargo de la serie. Azzarello realizó varios cambios radicales en la concepción del personaje y de sus aventuras: por un lado, eliminó casi completamente los monólogos interiores de Constantine (una constante desde los tiempos de Delano), dejando al lector tan desconcertado sobre el comportamiento y los planes de John como las personas que le rodeaban. Por el otro, imprimió a las historias un alto grado de sexo y violencia (muy en línea con la obra del autor hasta el momento). Azzarello trasladó a Constantine a Estados Unidos, donde pasaría la totalidad de su etapa en la colección. El guionista narró una gran meta historia en la que John dejó de ser el protagonista absoluto de la narración, que pasó a ser completamente coral; los elementos más sobrenaturales del título se reemplazaron por otros de evidente carácter “neo-noir”; y se sustituyeron los neogóticos escenarios británicos que habían preponderado en la serie hasta entonces por otros más propios de la “América profunda” (introduciendo a la serie en el territorio, hasta entonces inexplorado en Hellblazer salvo excepciones muy puntuales, del "southern gothic"). Los novedosos elementos utilizados por Azzarello resultaron ser controvertidos, tanto entre los lectores como a nivel editorial.
Sin embargo, Alan Moore mostró su entusiasmo sobre la etapa (en especial sobre el arco argumental "Tiempos difíciles"): "Juzgados por su fuerte y convincente retrato en “Tiempos difíciles”, Brian Azzarello y Richard Corben han hecho un John Constantine real, frío y vital. El toque de Azzarello en cuanto al ritmo, los personajes y las situaciones resuena a través de cada escena con claridad de cristal oscuro cercana a lo magistral, y Corben contribuye con la que es, quizás, una de las más oscuramente expresivas narraciones en una carrera larga y ya legendaria”.
Tras un primer arco argumental dibujado por el prestigioso artista Richard Corben, el dibujante habitual en la etapa de Azzarello fue Marcelo Frusin, quien también continuaría siéndolo durante el grueso de la posterior etapa escrita por Mike Carey (junto a Leonardo Manco).
La etapa de Azzarello puede dividirse en los siguientes arcos argumentales:
- Su etapa empezó con el arco argumental “Tiempos difíciles”,[107] en el que John se encuentra en una prisión americana cumpliendo una condena de 35 años por el asesinato de su antiguo amigo Lucky Fermin, que no cometió. Utilizando su magia, Constantine consigue salir ileso de una guerra racial en la prisión y abandonar la cárcel gracias a un pacto con el agente Turrio, del FBI.
- En “Buenas intenciones",[109] John viaja a un pueblo de la América profunda en busca de la esposa de Lucky, Marjorie. Allí se encuentra con los dos hermanos del muerto, el inteligente Dickie y el sanguinario Ritchie, así como con la esposa del primero, Rose, antigua amante de Constantine. John averigua que los miembros de esta comunidad filman películas porno bestialistas para sobrevivir, y es obligado a participar en una de ellas. En su venganza, causa la muerte de Dickie. En paralelo, Azzarello publicaría el relato corto "La primera vez" para el especial Vertigo secret files: Hellblazer.[110]
- Tras una historia auto conclusiva en la que John mantiene una tensa conversación con Turrio en la barra de un bar mientras un grupo de gamberros adolescentes afronta su funesto destino,[111] Azzarello publicó el arco argumental “Hielo en el infierno”,[112] en el que, en su periplo en búsqueda de Marjorie, John se encuentra atrapado en un bar de carretera en medio de una ventisca, rodeado de extraños, y se ve forzado a resolver un extraño asesinato.
- Tras una historia de dos números sobre la juventud de John, narrada en "flash back," de gran importancia para los acontecimientos que sucederían más adelante,[113] en el arco argumental “Highwater”,[114] John visita el pueblo de dicho nombre, siguiendo su búsqueda de Marjorie, para encontrar a esta última absorbida por una comunidad de supremacistas blancos de ideología neonazi. Este arco argumental fue especialmente controvertido, dado que, según el propio Azzarello, “la editorial ofreció resistencia. No sobre la descripción de la ideología de los grupos supremacistas blancos, sino sobre sus comentarios sobre Dios."[11] A continuación, Azzarello realizó dos historias auto conclusivas: en la primera de ellas, cargada de tensión sexual, John tienta al agente Turrio a realizar un trío con una prostituta (en lo que supondría un anticipo de la revelación de la bisexualidad de John, que se confirmó más adelante);[115] en la segunda, se profundiza en la figura de S.W. Manor (personaje presentado en "Highwater"), así como en la relación de este último con un sacerdote católico.[116]
- Azzarello terminó su etapa en Hellblazer con el arco argumental “Polvo y cenizas”,[117] en el que las distintas tramas ideadas por el guionista encontraron su conclusión. En dicha historia, Azzarello convirtió a Constantine en explícitamente bisexual (condición que ya había sido anticipada implícitamente en el número 51 de la colección[50]). Azzarello le mostraría teniendo relaciones sexuales con el mencionado S.W. Manor, un personaje oscuro y atormentado, casi un émulo de Bruce Wayne.

Azzarello volvió a la colección en 2009, para una de las historias de Navidad narradas en el número 250 de Hellblazer.

### 2002-2006, 2007:Mike Carey(números 175-215, 229;Hellblazer: Todas sus máquinas;9/11vol. 2)
Tras la etapa de Azzarello, el guionista Mike Carey tomó las riendas del título, gracias al éxito de su serie para Vertigo, ganadora del Premio Eisner, Lucifer, un spin-off de The Sandman. El principal propósito de Carey fue devolver a John Constantine a sus raíces, trasladando la acción de nuevo a Londres. Narrativamente, los rasgos propios de la colección hasta Azzarello (monólogos interiores, inclusión de lo fantástico, ciertos componentes de melodrama...) volvieron a ser predominantes, si bien la crítica social pasó a ser prácticamente inexistente.
Alan Moore fue una influencia capital en el trabajo de Carey (más aún que otros autores): a título de ejemplo, la estructura del arco argumental “Cara a la pared" guarda claras similitudes con “American Gothic”, la saga de La Cosa del Pantano que supuso la primera aparición de John Constantine; y la historia “La tierra a donde van los muertos” se asemeja, hasta cierto punto, en su revisión del mito de Orfeo, a “Entre los muertos”, publicada originalmente en el Annual 2 de The saga of the Swamp Thing (1985). Otra influencia palpable es Neil Gaiman, cuya concepción de la fantasía gótica puede percibirse en historias como “Se lleva en los huesos”.
Muchos personajes de las etapas de Delano, Ennis, Jenkins y Ellis volvieron a aparecer en la serie, entre ellos el Primero de los Caídos, la súcubo Ellie, el "Constantine demoniaco", la hermana de John, Cheryl, y su sobrina, Gemma. Esta última se convertiría, junto a la nueva amante de John, Angie Spatchcock, en un personaje esencial, de manera que, con todo, la etapa de Carey conservó, hasta cierto punto, el carácter coral establecido por Azzarello (de hecho, en determinados números, Constantine no hace acto de presencia, cosa insólita en etapas anteriores). Carey también realizó un intento continuado de trasladar el género negro a Hellblazer desde una perspectiva novedosa y radical, a menudo críptica, y a veces brillante, ya utilizada por el autor en su Lucifer: mediante la superposición de escenas inconexas que, al final del arco argumental, se revelaban como integrantes de la misma historia (lo cual forzaba al lector a volver a leer todo el cómic correspondiente, a efectos de poder asimilar toda la información). Como resultado, la etapa de Carey es épica y compleja, una gran meta historia repleta de profecías y cortinas de humo (al igual que Lucifer) que, si bien resulta algo derivativa de etapas anteriores, es muy dinámica y, en sus mejores momentos, apasionante, pese a algún fallo de continuidad. En particular, en la saga "Motivos para estar contento", el fortachón amigo de John, Straff, y su madre son asesinados, cuando esta última falleció en el espléndido número 118 de la colección, perteneciente a la etapa de Paul Jenkins. Por otra parte, el demonio Nergal reaparece en la saga "Motivos para estar contento", y posteriormente, en "La tierra a donde van los muertos", explica que fue asesinado por El Primero de los Caídos por haber fracasado en su enfrentamiento contra John Constantine en los comienzos de la serie; sin embargo, Ennis mostró en su etapa que el destino final de Nergal había sido ligeramente distinto: El Primero de los Caídos decidió atormentarle durante milenios, revirtiéndole a su forma humana original, un débil adolescente.
En palabras del propio Carey, “No ajusté la escala de la historias de Hellblazer conscientemente. Quería que volviera el misticismo y lo sobrenatural; lo cual pienso que había dejado de ser el elemento central de la colección durante los años anteriores a mi llegada. Pienso que John funciona mejor contra adversarios demoníacos”. Hablando de un posible final de la serie, también dijo: “Creo que cuando esto suceda, si es que sucede, será a consecuencia más por causas económicas que porque un autor haya decidido que se ha de terminar. Nadie tiene el derecho de matar a Constantine, o a su historia; no si yo puedo evitarlo. De alguna forma, John parece que no pertenece a nadie. Cuando escribes sobre él, siempre te vuelves a mirar por encima del hombro”.
Carey fue el primer paisano de John Constantine que escribió para Hellblazer (ambos nacieron en Liverpool). La etapa de Carey se convertiría en la cuarta más larga de la serie (con 44 números contando spin-offs), únicamente por detrás de Milligan, Ennis y Delano. Los dibujantes regulares en esta etapa fueron Marcelo Frusin (hasta el número 200), y Leonardo Manco, que también lo sería en las posteriores etapas de Denise Mina y Andy Diggle. El autor de todas las portadas fue Tim Bradstreet.
La etapa de Carey se divide en los siguientes arcos argumentales:
- Tras una historia de dos números titulada “Enganchado a la vida”, en la que John vuelve a Inglaterra de incógnito para conocer a la joven hechicera Angie Spatchcock, reencontrarse con su hermana Cheryl y derrotar a una bruja asesina en serie,[127] en la primera gran saga escrita por Carey, “El sepulcro rojo”, Constantine viaja a Londres en busca de su sobrina, Gemma, prisionera de un grupo de ocultistas liderados por el Señor Fredericks. Este, un terrateniente mozambiqués, está obsesionado con conseguir “El sepulcro rojo”, una antigua arma utilizada en los sacrificios de la secta “thugee” en honor de la diosa de la muerte, Kali. Con la ayuda de los hechiceros Mapa y Clarice, y el ayudante de ésta, Albert, John consigue derrotar a Fredericks, pero una extraña profecía proferida por este (que utilizaría el Sepulcro para hacer un sacrificio de sangre para abrir tres puertas, siendo la primera la que existe entre los vivos y los muertos), le genera inquietud.[128]

- En el siguiente arco argumental, “Terceros mundos”, John consigue escapar de tres demonios, convocados por unos seguidores de Fredericks, tras una trepidante persecución. Una de las criaturas ahonda en la profecía de Fredericks, diciéndole que “el perro empuja la primera puerta”.[129] Después, Constantine viaja al pequeño pueblo de Stone Cross, donde, inexplicablemente, los muertos de la zona han conseguido entrar en el mundo de los vivos, poseyendo las almas de los vecinos locales. Allí se encuentra con Angie, que ha viajado al lugar en busca de su hermano desequilibrado, Jason, y consigue salvar a este último de la muerte, aunque, involuntariamente, realiza el “sacrificio humano” al que se refería la profecía de Fredericks.[130] Preocupado, John viaja junto a Angie a la selva amazónica para conseguir la ayuda de La Cosa del Pantano y de su amigo vidente Paho Bokhari,[131] quien le remite a su vez al Edén, un asentamiento a la entrada del Paraíso, situado en la frontera entre Irán e Irak. Allí, Constantine sufre tortura, pero aprende que, cuando Dios expulsó a Adán y Eva, una bestia les siguió.[132] En su camino de vuelta, John recibe la visita de La Cosa del Pantano, quien le confirma que recientemente ha percibido una presencia grande, seguida de otra más pequeña, que se acerca a nuestro mundo, tal y como pasó en Tasmania 200 años antes. Angie y John se dirigen allí, donde un fantasma aborigen les cuenta la historia de Kua I'ipa, el Perro Sombra.[133]
- Tras una historia de dos números, titulada “Se lleva en los huesos”, protagonizada por Gemma, quien se ve arrastrada por el hechicero Ghant a una isla del Norte de Inglaterra, poblada por súcubos niños,[123] las tramas planteadas por Carey en torno a la amenaza del Perro Sombra llegarían a su clímax en el arco argumental “Cara a la pared”. En esta historia, Constantine reúne a un grupo de hechiceros para enfrentarse al Perro Sombra, al que se unen Angie y Jason, este último aparentemente recuperado de su demencia. En paralelo, el mal se extiende por el mundo, convirtiendo a las personas en maniáticos homicidas. Los hechiceros consiguen atrapar al Perro Sombra. Sin embargo, en un giro inesperado se revela que este es, en realidad, el guardián que evita que el verdadero mal, un demonio llamado “la Bestia”, llegue al mundo. Jason, poseído por el demonio, consigue a cambio de su vida eliminar al Perro Sombra, permitiendo así que la Bestia posea el inconsciente humano, y emprenda una vorágine de destrucción. Abandonado por sus compañeros y consumido por la culpa, Constantine consigue finalmente derrotar a la Bestia gracias a la ayuda de Gemma, Angie, Chas y La cosa del pantano, pero a un alto precio: el demonio, antes de ser destruido, consigue arrebatarle el alma, convirtiendo su cuerpo en una cáscara vacía, sin memoria.[119]
- En el siguiente arco argumental, titulado “Vía Crucis”, un amnésico John Constantine es acusado falsamente de asesinato gracias a las manipulaciones del demonio Rosacarnis, hija de Nergal, que ofrece a John devolverle su alma a cambio de pasar un día a su merced.[134] Un psicópata asesino llamado Peter Gill, la única persona en el mundo capaz de recordar las brutales experiencias causadas por la Bestia, está obsesionado con John, y le persigue hasta un pueblo costero, donde secuestra a Chas y su familia. Sin embargo, John, pese a sus limitaciones, consigue derrotarle.[135] John deambula como un sin techo por las calles de Londres, donde es recogido por una pareja de hermosas jóvenes que le conducen a una iglesia, sede de una extraña secta. El maestro de ésta, Ghant, utiliza a los feligreses para alimentar las almas de los muertos que habitan en el interior de su cuerpo, torturándole, desde los acontecimientos de “Se lleva en los huesos”. Ghant pretende subastar el alma de Constantine entre los demonios del Averno. El mejor postor resulta ser El primero de los Caídos, quien, al comprobar que John carece de alma, se siente víctima de un engaño, y arrastra a Ghant al Infierno. Los seguidores de este acorralan a John y planean quemarle en una hoguera, por hereje. En el último momento, para salvar su vida, John accede a la oferta de Rosacarnis.[136]
- El siguiente arco argumental, “Motivos para estar contento”, comienza en el número 200 de la serie. En la historia (muy deudora del relato protagonizado por Superman “El hombre que lo tenía todo”, de Alan Moore y Dave Gibbons[137]), Rosacarnis aprovecha el día de posesión de John para, disfrazada de Kit Ryan, Zed y Angie, provocar que este le engendre tres hijos: Adam (un niño de cuatro años), Saul (un brillante joven universitario) y Maria (una adolescente rebelde). Estos tres demonios, conocedores de todos los defectos de Constantine, son utilizados por la hija de Nergal para llevar a cabo una cuidadosa venganza contra John por la muerte de su padre.[126] Sin conocimiento de estos siniestros planes, un recuperado John, de vuelta a la normalidad, investiga el robo por parte de un mafioso londinense y sus drogadictos secuaces de una joya mística, posesora de almas.[138] Sin embargo, este retorno a lo normal es solo aparente, dado que Rosacarnis y sus hijos pronto empiezan su venganza, asesinando a los conocidos de Constantine. John, que todavía no ha superado el trauma pasado por la posesión de Rosacarnis, se ve incapaz de detenerlos, hasta que un extraño ser en forma de rata, que posee el cuerpo de Chas, le ayuda, Ambos consiguen salvar la vida de Angie y de Gemma, pero no pueden evitar que Cheryl sea asesinada por su esposo, enloquecido por las maquinaciones de Saul. John decide viajar al Infierno para recuperar el alma de su hermana, acompañado por su extraño benefactor, que resulta ser Nergal, quien pretende recuperar su antiguo trono, usurpado por Rosacarnis.[139]
- Tras una historia auto conclusiva en la que se relatan los efectos de la posesión de Nergal en Chas,[140] el clímax de la etapa de Carey llegaría en la saga "La tierra a donde van los muertos", que relata la odisea de John y Nergal en el Infierno. En su periplo, esta extraña pareja se encuentra con antiguos conocidos (como el "Constantine demoniaco", Gary Lester y la súcubo Ellie), para acabar enfrentándose a Rosacarnis y sus hijos en el palacio de esta última. John pacta con Rosacarnis la salvación del alma de su hermana a cambio de su ayuda en la lucha contra Nergal, pero justo antes de que la demonio pueda actuar, es asesinada, junto a Nergal y sus hijos Adam y Saul, por el Primero de los Caídos (quien, sin embargo, perdona la vida a Maria). El Primero de los Caídos propone a John un juego perverso: solo retendrá el alma de Cheryl si ésta decide quedarse en el Infierno. Desgraciadamente, el demonio se guarda un as en la manga, desconocida para John: el marido de Cheryl se ha suicidado, tras asesinarla. Al mostrar a Cheryl el alma de su marido, condenada al sufrimiento eterno, ésta decide quedarse en el Infierno, a cambio de compartir el martirio de su esposo. Un desolado John vuelve a la Tierra. Al contemplar el cadáver de su hermana y a las destrozadas Angie y Gemma, sale huyendo.[121]
- Después de una historia auto conclusiva en la que John relata a Angie su primer timo relacionado con la magia, de horribles resultados, que realizó siendo niño,[141] la etapa de Carey concluyó con el arco argumental "Se ruega respuesta", en el que John acepta a regañadientes la invitación del "Club Tate", una asociación de magos aficionados londinense, para dar un discurso. John aprovecha la ocasión para confesar a los presentes el resultado de su propio proceso de autoconocimiento, al que ha llegado tras la muerte de su hermana: consciente por primera vez de su propio envejecimiento y mortalidad, asegura que la magia es un mero divertimento adictivo para evitar la entropía, y que siempre tiene un precio, consistente en la vida de los seres queridos. Solo y despreciado por sus compañeros de profesión, pero, quizás por primera vez, en paz consigo mismo, un envejecido y descreído John abandona Londres.[142]

Carey volvería a Hellblazer entre las etapas de Denise Mina y Andy Diggle en la colección, para realizar el número 229, una historia auto conclusiva, más liviana que su primera etapa en la serie, en la que se potenciaban los aspectos más detectivescos del personaje.
Mientras escribía la serie regular, Carey realizó dos spin-offs de Hellblazer:
- En 2002, una historia corta, de cuatro páginas, titulada "Expuestos", para el volumen 2 del especial 9/11, una recopilación antológica en homenaje a las víctimas del atentado del 11 de septiembre de 2001 contra las Torres Gemelas de Nueva York;[144] y
- En 2005, una novela gráfica, aclamada por la crítica,[145] titulada Hellblazer: Todas sus máquinas, que narraba el viaje de John a Los Ángeles para rescatar el alma de la nieta de Chas, Trish, capturada por un inquietante demonio.[146]

### 2006-2007:Denise Mina(números 216-228)
Tras la salida de Carey de la serie, la escritora británica Denise Mina se hizo cargo de Hellblazer en 2006. La autora escocesa, que había escrito una serie de novelas negras, la llamada "trilogía de Garnethill", de considerable éxito comercial y crítico, pero que no gozaba de experiencia previa en el mundo de los cómics, llevó a Constantine a su ciudad natal, Glasgow, en una etapa que desde buen principio se supo que sería breve (13 números). En una entrevista para el periódico británico The Guardian en 2007, Mina aseveraría: "Dije que me comería las tripas para escribir Hellblazer. Dijeron que esperaban que no llegara a eso. La serie trata de todo lo que me interesa: la teología, la ficción policial, el gótico. El tipo que lo dibuja vive en Argentina, así que me dediqué a subir por las paredes, estando muy embarazada, para grabarle los sitios que estaba usando y que debía dibujar".
Mina lamentaría posteriormente la brevedad de su etapa: "Por desgracia, sólo pude hacer esto durante un año o así porque tenía muchos otros compromisos de trabajo, ¡pero qué subidón! La serie fue dibujada por Leonardo Manco, hombre de genio, caballero y un buen tipo. La serie se inspiró en experiencias cercanas a la muerte. Siempre me preguntaba sobre el túnel de luz cálida y los amigos de bienvenida: ¿Qué pasaría si fuera una trampa? Nadie vuelve nunca de la luz, nadie llega nunca y luego vuelve a la vida, siempre es un viaje de ida. ¿Y si algo siniestro yacía detrás del panel de luz blanca? ¿Y si el Cielo y el Infierno no fuera todo? "
Mina demostró conocer en profundidad al personaje de John Constantine, recuperando el tono callejero de Delano y el gusto por la fantasía mítico-histórica de Jenkins. Asimismo, llevó al personaje a territorios conocidos para ella (Escocia), de manera similar a lo realizado por Ennis en su etapa con Irlanda, y, siguiendo la estela de Ellis, convirtió a Glasgow y a Londres en personajes de su historia. También situó su trama en perfecta continuidad con la etapa de Carey, utilizando a varios personajes predominantes en la misma, como Angie Spatchcock o la sobrina de John, Gemma. Sin embargo, la macrohistoria de Mina se vio lastrada por una duración excesiva, convirtiéndose en un mal ejemplo de narración descomprimida. Por otra parte (y sorprendentemente teniendo en cuenta el trabajo previo de la autora) su trama detectivesca resultó ser confusa y, hasta cierto punto, inverosímil y banal, más allá de determinados hallazgos felices, como la irónica utilización del schadenfreude.
La etapa de Mina fue dibujada casi en su totalidad por Leonardo Manco. Las portadas fueron realizadas por Greg Lauren, Lee Bermejo y el propio Manco.
La obra de Mina se divide en dos arcos argumentales:
- En el primero de ellos, titulado "La empatía es el enemigo",[149] Constantine viaja a Escocia para investigar una epidemia mágica por la que la gente enloquece al experimentar los sentimientos de los demás, mientras él mismo empieza a sentir los efectos de ese extraño conjuro. En una trama de claro contenido "noir", John se enfrentaría a una secta religiosa, llamada el "Contingente de Oronsay", liderada por el enigmático mago Steven Evans, quien cree en la existencia de un "tercer lugar" después de la muerte, distinto del Cielo y del Infierno, a donde van las almas faltas de empatía. Evans pretende vencer al gobernante del "tercer lugar" incrementando la empatía entre los vivos. Como parte de su plan, asesina a Constantine, enterrándolo vivo, para que entretenga al amo del "tercer lugar" mientras acaba de culminar su proyecto. John consigue escapar del "tercer lugar" utilizando sus habilidades como timador, pero al volver a la Tierra se encuentra con un desolado Evans, quien le confiesa haber causado involuntariamente una epidemia de suicidios colectivos en Glasgow. Todo se rebela, pues, como un elaborado plan del amo del "tercer lugar", quien, manipulando a Evans, pretende conseguir la llegada en masa de almas muertas a su reino. Evans le pide ayuda a Constantine, a lo que este, en su clásico estilo cínico, contesta: "¿Y qué recibo yo a cambio?".
- Tras una críptica alegoría autoconclusiva sobre los atentados de Londres del 7 de julio de 2005, titulada "La sesión del fanático",[150] la conclusión de las premisas establecidas en el arco anterior tuvo lugar en "La mano derecha roja".[151] En esta historia, Constantine accede a ayudar a Evans a poner fin a la epidemia de suicidios en Glasgow después de que Angie, Chas y Gemma lleguen a la ciudad, saltándose un cordón del ejército británico, y pongan sus vidas en peligro. Tras llegar a la conclusión de que la única manera de revertir el conjuro es conseguir el máximo grado de empatía entre los supervivientes, Evans convoca a la ciudad a representantes de distintas religiones, en la esperanza de que una plegaria conjunta de todos ellos consiga anular los planes del maestro del "tercer lugar". Sin embargo, los sentimientos negativos que puede causar entre los miembros del ejército un partido del Mundial de Fútbol entre Inglaterra y Portugal amenaza con causar el desastre. Todo parece perdido cuando Inglaterra pierde el partido en los penaltis, pero, afortunadamente, los militares resultan ser todos escoceses que desean la derrota de Inglaterra. La felicidad por la derrota inglesa acaba salvando a la Humanidad.

### 2003, 2007-2009:Andy Diggle(números 230-244, 247-249;Hellblazer especial: Lady Constantine)
Andy Diggle, guionista británico que adquirió notoriedad como editor de 2000 AD, aterrizó en Hellblazer en 2007, sustituyendo a Mina, después de publicar para Vertigo una exitosa serie propia, Los perdedores, y una etapa en Swamp thing, como parte del contrato de exclusividad que había celebrado con DC Comics. Diggle había escrito con anterioridad (2003) un spin-off de Hellblazer, Hellblazer especial: Lady Constantine, protagonizado por la antepasada de John, Lady Johanna Constantine, creada por Neil Gaiman para The Sandman. Diggle abandonó el título en 2009, tras realizar 18 números de la serie regular (a los que se deben sumar los cuatro de los que consta Hellblazer especial: Lady Constantine), debido a su aceptación de un contrato en exclusiva para Marvel Comics.
Diggle realizó un cambio radical del "statu quo" de la serie. al eliminar mediante un singular "deus ex machina" todos los traumas personales y crisis nerviosas que habían atormentado a Constantine desde la etapa de Delano, convirtiendo a John en un personaje rejuvenecido y acorde con su primera aparición en las páginas de Swamp Thing: un individuo enigmático e inquietante, cínico y manipulador, sarcástico e individualista, pero dotado de una cierta conciencia social proletaria. Sus historias, enmarcadas de lleno en la serie negra "hardboiled", con muchas pinceladas de violencia "gore" y humor negro, beben directamente de diversas fuentes de la historia del cine británico: desde películas de gánsteres como Asesino implacable o las primeras obras de Guy Ritchie, hasta clásicos del terror como las producciones de la Hammer o The Stepford Wives, sin olvidar los dramas sociales de Ken Loach y Trainspotting. También son evidentes las influencias del "giallo".
La etapa de Diggle resultó ser, además, la más activista desde el punto de vista político desde la época de Ellis, ya que convirtió a Constantine en un campeón de la clase trabajadora, y el villano de sus historias fue un clasista y racista lord, a la sazón ministro de vivienda británico. Diggle realizó además un ataque despiadado contra la Iglesia católica, particularmente en la historia "La mortificación de la carne". Formalmente, Diggle optó por arcos argumentales cortos (de dos o tres números en su mayoría), lo que propició que su etapa fuese mucho más compacta que la obra de Mina. Sin embargo, el trabajo de Diggle fue controvertido entre los aficionados, principalmente por su discutible utilización de la continuidad, tanto por el "deus ex machina" antes mencionado como por la cuestionable reaparición de algunos personajes clásicos (la súcubo Ellie, cuyo papel parece obviar los acontecimientos acaecidos durante las etapas de Jenkins y Carey, y el "chico dorado", el hermano fallecido de Constantine, protagonista del magnífico número 40 de la serie).
Diggle reconocería el planteamiento político de su trabajo en una entrevista al principio de su etapa: "El corazón de Hellblazer ha sido siempre el horror sobrenatural con una conciencia social [...]. ¿Qué es eso, dices? ¿Conciencia? ¿Pensabas que John Constantine era sólo un bastardo amoral? De acuerdo, así es, tal vez ha dejado un rastro de amigos muertos que avergonzaría a los Borgia. Pero siempre fue por el bien mayor, ¿no? Bajo su calloso exterior, la ironía calculada y la actitud de mierda, ¿no quiere Constantine hacer del mundo un lugar mejor? Porque, seamos realistas, es bastante jodido tal y como es. Dicen que dentro de cada cínico hay un idealista decepcionado. Constantine no cree en las autoridades superiores autoproclamadas. Él cree en la gente. Personas pequeñas, débiles, defectuosas, que luchan. Pero el problema de ser un humanista es ... bueno, los humanos [...]. Tal vez fue el sexo, las drogas y el rock'n'roll lo que llevó a Constantine a la magia, pero eso no es lo que le mantiene allí. Él no es adicto a la magia realmente, él es adicto a los subidones. Es un adicto a la adrenalina, incapaz de dejar una piedra sin darle la vuelta para ver lo que se arrastra por debajo. Un entrometido inveterado con una compulsión abrumadora por tratar de arreglar cualquier mierda desagradable que descubra mientras echa un vistazo en la resaca sobrenatural de la Gran Bretaña moderna ...y la magia es la solución más rápida y fácil. Por supuesto, es también la más peligrosa".
Diggle colaboró en la mayoría de sus números con el dibujante Leonardo Manco, que abandonaría el clasicismo de su trabajo para la etapa de Carey y el naturalismo de la etapa de Mina para adoptar un estilo iconoclasta, lindante con el expresionismo. Los portadistas de su etapa fueron Lee Bermejo y Glenn Fabry.
La etapa de Diggle se divide en los siguientes arcos argumentales:
- Después de dos historias de dos partes, "En lo más profundo"[156] (en la que John se enfrenta a una lucha de poder en la mafia del East End mediante la utilización de muertos vivientes) y "Probabilidades y sistemas de control"[157] (en la que Constantine adquiere la propiedad del antiguo manicomio de Ravenscar, convertido en un casino, para exorcizar sus demonios personales, atrapados en el sótano del edificio), el primer gran arco argumental de Diggle fue "Paseo en coche":[158] Un recuperado y rejuvenecido John, de vuelta en Londres, investiga la muerte del mago Hainley en Hunger Hill, un ruinoso edificio situado en una zona deprimida del Sur de la ciudad. Constantine se enfrenta con una terrible conspiración mágica, de raíces celtas, cuyos miembros poseen los cuerpos de los habitantes del lugar, incluido el suyo propio. John averigua la existencia de la secta y a duras penas consigue salvar la vida. No consigue, sin embargo, conocer la identidad de su líder, el enigmático Lord Burnham, ministro de vivienda británico, quien provoca el asesinato en masa de todos los habitantes de Hunger Hill, lo que a su vez causa la demolición del edificio y que Burnham se haga rico con un nuevo proyecto urbanístico, tras eliminar a todos los miembros de la secta.
- Tras una historia auto conclusiva, "Niebla"[159] (en la que Mapa, convertido en el omnipotente "espíritu guardián" de Londres,[150] conmina a John a impedir que unos seres de otra dimensión, creados a partir de las "leyendas urbanas" terrestres, entren en nuestra realidad), el siguiente arco argumental sería "El mago sonriente". Antes, en un prólogo titulado "El pasaje"[160], un médico escapa a Inglaterra a indicación del anciano patriarca de una tribu sudanesa, quien le encomienda la misión de entregar una extraña vara mágica al "mago sonriente". El anciano muere, junto a toda su aldea, asesinado por el mago de sangre y señor de la guerra caníbal Mako, obsesionado con encontrar al "mago sonriente" para arrebatarle su poder. El médico consigue cumplir su misión a costa de su propia vida, y el destinatario de la vara resulta ser John Constantine. En la historia principal,[161] John accede a los conocimientos ocultos en la vara mágica, mediante la cual el anciano (el shamán que había ocultado al demonio Mnemoth para ser liberado posteriormente por Gary Lester en los primeros números de la serie[17]) revela a Constantine que él es el "mago sonriente", quien, bajo diferentes caras (incluyendo a los diferentes antepasados de John[34][58][152]), asiste a los acontecimientos más importantes de la Humanidad desde el principio al fin de los tiempos. John se muestra escéptico ante esta revelación, pero, sabiendo que Mako va detrás de él, le tiende una trampa mediante su magia, enfrentándole a Lord Burnham. Este, sin embargo, consigue convencer a Mako de que John no es el verdadero "mago sonriente", sino su fallecido hermano.[33] Burnham y Mako entablan una siniestra alianza: el Lord dará acceso al señor de la guerra a las almas del Infierno, de las que podrá alimentarse. A cambio, Mako ayudará a Burnham en su búsqueda de la inmortalidad.
- Una historia en dos partes, "La mortificación de la carne"[154] (en la que John tima a un sacerdote del Vaticano con la ayuda de Ellie -inexplicablemente salida del Infierno y en buenos términos con Constantine[94][121]- para conseguir el "Evangelio de Constantino", un libro prohibido) llevaría, tras un hiato de dos números realizados por Jason Aaron y Sean Murphy[162] en el que se atarían los últimos cabos sueltos dejados por el "incidente de Newcastle",[25] a la conclusión de la etapa de Diggle en la saga "Las raíces de la coincidencia":[163] Constantine consigue eliminar a Mako y Burnham gracias al "Evangelio de Constantino", pero, inquieto ante la extraña causalidad de la cadena de acontecimientos que le han sucedido desde "Probabilidades y sistemas de control",[157] descubre que, durante toda su vida, la consciencia de su hermano gemelo ha habitado un rincón de su alma, luchando por salir a la luz.[14] Al averiguar que su hermano es el causante de todos los traumas y daños físicos y psicológicos que le han acaecido durante su vida, le elimina, expulsándole de su interior.

### 2009-2013:Peter Milligan(números 250-300;Annual1 -2011-;Carta de un suicida; La noche de la hoguera)
Tras la salida de Diggle, el veterano guionista británico Peter Milligan fue el encargado de sucederle al frente de Hellblazer, después del número 250, un especial antológico que contaba con historias escritas por Dave Gibbons, Jaime Delano, Brian Azzarello, China Mieville y el propio Milligan. El escritor londinense, uno de los máximos representantes de la llamada "Invasión británica" de finales de los años 80 en el cómic americano y autor de títulos pioneros de la línea Vertigo como Skreemer y Shade, el Hombre Cambiante, llevaba varios años semirretirado del mundo de los cómics. Pese a ello, su etapa en Hellblazer se convertiría en la más larga de la historia de la colección (con 54 números, incluyendo spin-offs), fue positivamente valorada, en general, por la crítica, y comportaría varios cambios radicales y pasos adelante para el personaje de John Constantine. Milligan sería el encargado de finalizar Hellblazer en su número 300, una conclusión que resultó polémica entre los aficionados.
La aproximación de Milligan a Hellblazer supuso un giro de 180 grados en relación con las etapas anteriores: optando por un enfoque revisionista que en ocasiones acercó a la serie a la farsa, el guionista inglés obvió completamente la "vuelta a los orígenes" establecida por Diggle en su etapa para convertir a John Constantine en un cincuentón cansado, neurótico y diletante. Falible y desilusionado, John deja de buscar aventuras para convertirse en un hombre envejecido y desesperado por llevar una vida normal. Los desencadenantes de las tramas se deben más a factores externos (habitualmente por la participación de amigos o enemigos, nuevos o antiguos, como Gemma Masters, el demonio Nergal o el "Constantine Demoniaco", utilizados en algunos casos con flagrantes vulneraciones de la continuidad de la serie) que a la propia voluntad del personaje. De hecho, uno de los elementos más interesantes de la etapa de Milligan es la introducción de sólidos personajes secundarios creados por el guionista, como los dos nuevos intereses amorosos de John Constantine, Phoebe Clifton-Avery y Epiphany Greaves, o el demonio Julian.
Milligan otorgó a la serie un cierto estilo auto paródico, con influencias surrealistas y componentes metalingüísticos, lo que no evitó que tratara temas inquietantes, como la muerte, la violencia de género, las relaciones incestuosas o la violación. Este revisionismo se extendió también a la crítica política, que permaneció en la serie (con ataques despiadados al conservadurismo capitalista y a las especulaciones bursátiles e inmobiliarias, por ejemplo), pero con un enfoque pesimista sobre el estilo de vida "punk" que distanció a su obra de etapas anteriores. A medida que fue avanzando su etapa, Milligan incluyó en sus historias un marcado tono crepuscular que culminó en el último arco argumental de la serie, en el que Constantine debió hacer frente a todos los sinsabores causados a terceros durante su vida, personificados en su sobrina Gemma. En esta trama, Milligan utilizó un concepto determinista del destino para cerrar la historia de John Constantine, que recuerda al clímax de The Sandman.
Milligan, en una entrevista en 2012, expresó su punto de vista distintivo sobre el personaje, que marcaría su etapa: "Hellblazer ha estado en la cama con muchos escritores. Creo que pasa un poco de tiempo antes de sentir a este personaje como propio [...]. Cuando tomé la serie, sentí que había que empujarlo hacia áreas inusuales, áreas que molestarían a una o dos personas. [...] Siempre pienso, ¿qué hace que los personajes sean reales? ¿Qué hace real a John Constantine, en la ficción? Ya se trate de películas o novelas ... es cuando se le da ese toque de verosimilitud. Es cuando nosotros, cuando Constantine, hacemos cosas que no son obviamente coherentes con nuestro supuesto carácter. Creo que la gente real hace cosas que están fuera de su personalidad. Y cuando haces esto con tus personajes los conviertes en reales, los respiras."
Formalmente, Milligan optó por alternar historias auto conclusivas con arcos argumentales de cinco números como máximo, levemente conectadas entre sí, con una estructura narrativa ligeramente caótica (en la que abundan las contradicciones y la aparición de sub tramas inconclusas o terminadas abruptamente), aprovechando los estilos contrapuestos de sus dos dibujantes habituales: Giuseppe Camuncoli (artista italiano poseedor de un estilo de "línea clara", que dibujó la mayoría de las tramas multi arco) y Simon Bisley, que aportó su característico estilo feísta y con toques "underground", y que limitó su colaboración a las historias auto conclusivas y "flash backs", destacando especialmente en las historias relacionadas con la cultura "punk". Bisley realizó la mayoría de las portadas. Lee Bermejo realizó también una serie de portadas al principio de la etapa.
La etapa de Milligan se divide en los siguientes arcos argumentales:
- La primera saga comenzó en el número 251, y se llamaba "Costra".[170] En ella, John intenta disfrutar de una vida normal, entablando un conato de relación con la atractiva y mundana enfermera Phoebe. Sin embargo, su noviazgo con ésta no tarda en entrar en crisis debido a una extraña costra que empieza a crecer del pecho de John. Este, tras pedir ayuda infructuosamente al demonio babilónico Julian, consigue detener la infección (que se alimenta del sentimiento de culpa de sus huéspedes y está relacionada con un hechizo que Constantine realizó una década atrás para un líder sindicalista), pero a costa de finalizar su relación con Phoebe. Tras esta historia, John se enfrentaría con el fantasma de un londinense del siglo XVII, víctima de la peste, despertado por las obras de preparación de los Juegos Olímpicos de Londres 2012.[171]
- En el siguiente arco argumental, "Enganchado",[172] John pide a la joven alquimista Epiphany una poción de amor para reemprender su relación con Phoebe. Sin embargo, John tiene otros problemas: Julian, bajo el pretexto de ayudarle en los acontecimientos de "Costra"; le ha convertido en un drogadicto. Constantine utiliza la poción con el demonio, creyendo que si este se enamora de él podrá controlarle para acabar con su adicción, pero Julian, celoso, acaba asesinando a Phoebe. Un destrozado John se obsesiona con la idea de devolver a Phoebe a la vida. Ayudado por Epiphany, que está enamorada de él, desentierra el cuerpo de la enfermera para impedir su putrefacción, pero un ataque de muertos vivientes, despertados por el hechizo de John, causan que Epiphany entre en coma. Perseguido por la policía, que le considera el principal sospechoso de la muerte de Phoebe, y por la mafia, dado que el padre de Epiphany (un capo del crimen del East End) le cree responsable del coma de su hija, John debe abandonar Londres. John se refugia en la abandonada casa de campo de la suegra de Chas, donde intenta contactar con el espíritu de Phoebe, a costa de destrozar la residencia, solo para descubrir que el alma de su amante está condenada al Infierno.[173] De vuelta a la gran ciudad y capturado por la mafia, John intenta curar a Epiphany, y acaba descubriendo que ella se ha limitado a fingir para provocar que él esté en deuda con ella.[174] Constantine, todavía perseguido por la policía, abandona Inglaterra para encontrar el modo de resucitar a Phoebe. En esta época, Milligan escribiría el relato corto "Carta de un suicida" para House of Mystery Halloween Annual 1.[175]
- En la saga "India",[176] John viaja al país asiático del mismo nombre para reunirse con su antiguo colega Charles, que trabaja en Calcuta como "asesor espiritual", para conseguir pureza de espíritu, requisito necesario para resucitar a Phoebe. Sin embargo, acaba aliándose con un sadhu (una vez más con la ayuda de Epiphany) para acabar con el fantasma de un antiguo militar colonialista inglés, convertido en un demonio. Tras conseguir su objetivo, el sadhu facilita que Constantine pueda hablar con Phoebe, que le dice a John que no intente resucitarla. Compungido y tras enterarse de que Julian ha confesado el asesinato de Phoebe, John vuelve a Londres. Esta historia daría paso al díptico "No hay futuro",[177] en el que John ayuda a su antiguo amigo, el veterano "punk" Heces McCartney (líder de un grupo de jóvenes "punk" que adoran a un maniquí vestido con ropas que pertenecieron a Sid Vicious), para evitar que un grupo vinculado al Partido Conservador británico utilice a sus pupilos para hacer actos terroristas.
- A continuación, Milligan escribiría el arco argumental "Ingresado",[178] en el que reintrodujo a Shade, el hombre cambiante. En esta trama, un enloquecido Constantine, después de agredir a Epiphany, ingresa en un manicomio, presa de alucinaciones. Tras averiguar que su trastornado estado mental se debe a las maquinaciones de Carew, un celoso alquimista enamorado de Epiphany, John consigue derrotar a este último con la ayuda de Shade, si bien para conseguirla debe amputarse un dedo de la mano. Sin embargo, Epiphany acaba desfigurada, debido a la agresión de John y a las malas artes de Carew, por lo que accede a viajar con Shade a su planeta natal, Meta, para recuperar su cara.
- En "Claveles de sangre",[179] Epiphany se encuentra presa de un enloquecido Shade, que ha reconstruido la cara de la joven para que se parezca a su amor fallecido, Kathy George, en su día enamorada de Constantine.[180] Epiphany se niega a actuar como Kathy, lo que causa que Shade la devuelva a la Tierra, pero no al presente, sino al Londres de los años 70, donde se encuentra con un joven John, con el que inicia una relación mientras intenta volver a la actualidad. El Constantine del presente, mientras tanto, decide casarse con Epiphany tras su vuelta, lo que causa que Nergal, que no puede soportar la idea de que John sea feliz, conspire para sabotear la boda. Epiphany consigue volver a 2011, y acepta la propuesta de matrimonio de John. Sin embargo, el "Constantine demoniaco" sustituye a John en la boda, y viola a la sobrina de John, Gemma. Constantine derrota finalmente a Nergal y a su doble infernal y se casa con Epiphany, pero una traumatizada Gemma, que piensa que el verdadero John es su agresor, jura venganza. Durante este arco argumental, Milligan publicó la historia corta "La noche de la hoguera" para House of Mystery Halloween Annual 2.[181]
- Tras esta saga, Milligan escribiría la historia auto conclusiva "Hombre de alta frecuencia",[182] en la que John se enfrenta a un broker de la City que pretende utilizar la magia para controlar el mercado bursátil. A continuación, en el arco argumental "Dolores fantasma",[183] un Constantine frustrado por su mala vida sexual con Epiphany debe recurrir a la magia para recuperar su dedo perdido. En el proceso, se enfrenta a un antiguo demonio que controla a su mujer, llamada Lady Lazaro; recupera su pulgar de unos estafafadores con ínfulas artísticas; y cae en una trampa tendida por Gemma, que ha recurrido a la ayuda de unas brujas para convocar a un demonio asesino. John derrota a este último, y hace (relativamente) las paces con Gemma, tras revelarle la identidad de su verdadero violador. Tras esta historia, Milligan publicó la trama auto conclusiva "Dentro",[184] en la que John debe ingresar en una cárcel para acabar con Julian, que ha poseído a los presos.
- La etapa de Milligan continuó con la saga "La gabardina del diablo",[185] en la que John debe recuperar su perdida gabardina, robada por Gemma. La prenda, poseída por multitud de entidades malignas debido a las experiencias vividas por Constantine, emprende un demencial reguero de muertes entre los habitantes de Londres, mientras Gemma, llena de despecho, comienza una malsana relación sexual con el padre de Epiphany, Terry Greaves. En paralelo con la conclusión de este arco argumental, Milligan publicó la historia "El puente de los suicidas" en el Annual 1 de Hellblazer[186], publicado en diciembre de 2011 (no confundir con el Annual de 1990[34] escrito por Jamie Delano, también numerado con el número 1, correspondiente a la época en la que Hellblazer se publicaba bajo el sello de DC Comics). En este especial, John viaja a Liverpool para investigar la desaparición de un antiguo amigo de la infancia, sucedida más de cuarenta años atrás.
- A este arco argumental le seguiría la saga en cinco partes "Otra temporada en el infierno",[187] en la que John, a solicitud de Gemma, vuelve al Averno para rescatar el alma de su hermana Cheryl,[121] lo que es aprovechado por El Primero de los Caídos para robar el alma de Terry Greaves. En su periplo, John consigue que su hermana vaya al Cielo, y descubre que Cheryl tuvo un hijo siendo adolescente al que abandonó, lo que le atormentó durante toda su vida. Preocupado por reparar las heridas de Gemma, todavía traumatizada por su violación, John la ayuda en su obsesivo intento de acabar de una vez por todas con el "Constantine demoniaco", para lo que utiliza unas extrañas balas mágicas preparadas por Angie Spatchcock. Pese a ello, Gemma sigue enfadada con él, hasta el punto de guardarse una de estas balas mágicas para utilizarla contra él. A esta trama le seguiría la historia auto conclusiva "La casa de los lobos", en la que John y Epiphany recuerdan la conversión del primero en hombre-lobo debido a las maquinaciones del padre de ella.[188]
- Milligan escribió acto seguido el arco argumental "La maldición de los Constantine",[189] en el que John encuentra a su sobrino perdido, Finn Brady, convertido en un médico de éxito, felizmente casado y residente en Irlanda, y se enfrenta a su perverso hermanastro.
- La etapa de Milligan concluyó con la saga "Muerte y cigarrillos",[167] que supuso el final de la trayectoria de John Constantine dentro del universo Vertigo. Gracias a sus habilidades sobrenaturales, Constantine presiente que morirá en 5 días, al percibir que las Furias le persiguen para acabar con su vida. Pese a los intentos de Epiphany por evitarlo, John es asesinado por uno de los matones de Terry Greaves, deseoso de complacer a su jefe. Una desolada Epiphany se venga del asesino de su esposo, organiza el funeral de John y emprende una relación con Finn Brady. John resucita de entre los muertos al fumarse sus propias cenizas, ayudado por Epiphany. Pretende escapar con ella a Irlanda, para engañar a las Furias, pero la sensación de culpa que le causa lo que le ha hecho a Gemma se lo impide. En su lugar, se despide de su esposa y, tras enviar a Terry Greaves al Infierno, visita a su sobrina, y le propone que acabe con su vida con la última "bala mágica" preparada por Angie, no utilizada para acabar con el "Constantine Demoniaco". Esa bala eliminaría a John de la existencia, librando de cualquier trauma a Gemma. Gemma cierra los ojos y dispara. Al abrirlos, su tío ha desaparecido. El punto de vista del lector se aleja, dejando sola a una consternada Gemma, para viajar a Liverpool, entrar en un "pub" llamado "El final del camino" y encontrarse a un macilento y envejecido John, vestido de manera informal y sin su famosa gabardina, que le contempla con una mirada enajenada, rodeado de algunos de los artistas que realizaron Hellblazer a lo largo de los años,[2] en un guiño al número 120 de la serie.[76]

#### Reacciones aHellblazer300
La naturaleza críptica, alegórica y metalingüística del número 300 de Hellblazer dio lugar a reacciones antagónicas por parte de la prensa especializada. Hannah Means-Shannon, escribiendo para Comics Beat, concluyó que el final permitió que "la serie forme una especie de lazo eterno de su narrativa, un adiós apropiado a un universo del bolsillo dentro de DC". Jesse Schedeen, en una reseña publicada en IGN, alabó la calidad general del número, pero juzgó su final "innecesariamente vago e incluso frustrante". Walt Richardson, de Multiversity Comics, pese a reconocer su falta de familiaridad con la serie, consideró el número "rutinario" y llevado únicamente por razones comerciales. John R. Parker, de Comics Alliance, juzgó que era "una poderosa conclusión para una historia asombrosa". Scott Cederlund, de Newsarama, consideró entusiasmado que Milligan y Camuncoli "toman prestado un truco de su personaje principal y tal vez engañan un poco, proporcionando un final al personaje que no es tan definitivo como la muerte o el destierro al infierno de superhéroes".
Milligan, por su parte, no ha ofrecido ninguna explicación adicional sobre el destino de John Constantine tras la publicación del número.

### Obras de otros autores
Además de los autores arriba mencionados, a lo largo de la vida editorial de la serie otros guionistas publicaron historias protagonizadas por John Constantine u otros personajes de su universo bajo la impronta de Hellblazer, tanto en la propia serie como en historias cortas publicadas en otros títulos de Vertigo, miniseries y novelas gráficas independientes. Dichos autores son los siguientes:
- Grant Morrison escribió el arco argumental compuesto por el díptico "Alarma preventiva" y "Cómo aprendí a amar la bomba" para los números 25 y 26 de Hellblazer (1990), dibujado por David Lloyd.[31]
- Neil Gaiman escribió la historia "Abrázame", dibujada por Dave McKean, que se publicó en el número 27 de Hellblazer (1990).[32]
- Dick Foreman (guion) y Steve Pugh (dibujos) realizaron la historia "Perro viejo", publicada en el número 32 de Hellblazer (1990).[37]
- John Smith, aclamado guionista británico gracias a sus cómics para 2000 AD y Judge Dredd Magazine, escribió el número 51 de Hellblazer, compuesto por la historia "Contar hasta diez", con dibujos de su colaborador habitual Sean Phillips (1992).[50]
- Eddie Campbell escribió el arco argumental "Nociones perversas" (números 85 a 88 de Hellblazer, 1995), también con dibujos de Phillips.[72]
- John Ney Rieber escribió en 1999 la miniserie La brigada de la gabardina, con dibujos del primer dibujante de Hellblazer, John Ridgway.[194] En la historia, Constantine compartía protagonismo con los restantes miembros del grupo de hechiceros que llevaron a Tim Hunter a través de su viaje iniciático en Los libros de la magia: el Doctor Occult, Mister E y el Fantasma Errante.
- Dave Gibbons publicó en 2000 el relato en prosa "Otras putas Navidades" para el número 3 de Vértigo: Al filo del invierno.[195] El artista inglés volvería a narrar una historia protagonizada por John Constantine para el número 250 de Hellblazer (2009), en el relato corto "Feliz puto año nuevo", con dibujos de Sean Phillips.[164]
- Darko Macan escribió, también en 2000, el arco argumental "Cenizas y miel", publicado en los números 144 y 145 de Hellblazer, con dibujos de Gary Erskine.[106]
- Mat Johnson publicó en 2005 la miniserie Papa Midnite (con dibujos de Tony Akins),[196] protagonizada por el enemigo de Constantine Papá Medianoche, cuya primera aparición se remonta a Hellblazer 1,[197] y que se pretendía muerto desde el final de la saga de Garth Ennis "Llamas de condena".[198]
- Jason Aaron, uno de los guionistas más famosos del medio, realizó la historia en dos partes "Newcastle calling" en 2008, con dibujos de Sean Murphy, para los números 245 y 246 de Hellblazer.[162]
- Simon Oliver escribió entre 2008 y 2009 la miniserie Hellblazer presenta Chas: El conocimiento,[199] protagonizada por el más antiguo (y casi único) amigo de Constantine, Francis "Chas" Chandler, cuyas inopinadas habilidades como taxista resultan fundamentales para derrotar a un ser demoniaco que pretende destruir Londres. Dibujos de Goran Sudzuka.
- China Miéville, galardonado escritor inglés de novela fantástica, escribió en 2009, con dibujos de Giuseppe Camuncoli, "La nieve caía", una de las cinco historias de Navidad publicadas en el número 250 de Hellblazer.[165]
- Ian Rankin, famoso escritor escocés de novela negra, publicó también en 2009 la novela gráfica en blanco y negro Umbrales oscuros: una novela de John Constantine, perteneciente a la recientemente creada línea Vertigo Crime, con dibujos de Werther Dell'Edera.[200]
- Si Spencer, con dibujos de Sean Murphy, publicó entre 2010 y 2011 la miniserie Hellblazer: Ciudad de demonios,[201] una historia que se escribió en 2008 con la intención de ser publicada en la serie regular de Hellblazer.[202]

## Temática y estilo
Warren Ellis, en su introducción para el hardcover de la edición americana del arco argumental "Miedo y odio", expuso los que, a su juicio, son los elementos clave de Hellblazer, que la diferencian de otras obras del género:
| “ | [Hellblazer] retiene las conexiones ocultas, pero lo que la diferencia de las tristes y agotadas “fantasías oscuras” que encontrarás en la estantería a su lado es su claro conocimiento de que el terror real no se perpetra por monstruos de pantomima de un solo ojo, o cosas pálidas vestidas de negro con nombres estúpidos. El terror real viene de la gente. Solo de la gente. Son la cosa más terrorífica del mundo. | ” |

Hellblazer empezó su andadura durante los primeros días de la Edad Moderna de los Cómics (1984-1990), y, al igual que otros cómics de la época (como Watchmen, Batman: El regreso del Caballero Oscuro, Daredevil: Born again y otros), su temática es oscura, violenta, y política y moralmente compleja. Hellblazer mezcló el horror sobrenatural con el terror cotidiano (en línea con la ficción gótica del momento), y con elementos procedentes del noir, el surrealismo y la ficción fantástica de detectives. La serie formó parte del surgimiento del interés por los "cómics de autor" en DC Comics como consecuencia del éxito comercial de la "Invasión británica" del cómic americano de finales de los años 80, lo que conllevó un tono más personal, adulto y oscuro que la mayoría de las publicaciones de la editorial, y fue una influencia decisiva en la creación de la línea Vertigo en 1993.
El afán de calidad de Hellblazer llevó a sus editores a contratar autores contrastados o de aspiraciones autorales, lo que conllevó que la publicación se encontrase durante su larga existencia en el difícil equilibrio de conjuntar la visión personal del mundo de John Constantine por parte de sus diferentes guionistas con el respeto a la continuidad de la serie. Como consecuencia, cada uno de sus autores narró las historias de Constantine desde un punto de vista propio: Jamie Delano introdujo el tono callejero de la serie, y sentó los patrones que continuarían durante casi toda su extensión; Garth Ennis imbuyó a la serie de su sarcástica visión del mundo; Paul Jenkins profundizó en los juegos con el metalenguaje y la historia británica; Warren Ellis llevó la crítica política más allá de los límites de la bien pensante línea editorial del momento, e introdujo un elemento de melancolía en el personaje principal; Azzarello llevó a John a un entorno cercano a la serie negra "hard boiled" y el "southern gothic"; Mike Carey optó por un enfoque clasicista, pero incluyó una serie de disquisiciones sobre el envejecimiento y el paso del tiempo que marcarían el resto de la serie; Denise Mina aprovechó para criticar la realidad social y política de la sociedad escocesa del momento, así como para plasmar sus propias preocupaciones existenciales; Andy Diggle optó por la versión más irrespetuosa del personaje, pero incluyó salvajes críticas religiosas y políticas; y Peter Milligan plasmó sus propias preocupaciones sobre la llegada de la tercera edad, y retomó formalmente los patrones de su obra más surrealista, en particular Shade: El hombre cambiante.
Por el otro lado, a diferencia de otros cómics con décadas de duración, Hellblazer consiguió contar una gran historia, con un principio y un final. De gran importancia en el éxito de lo anterior es que la serie siguiera el envejecimiento paulatino de su personaje principal durante 25 años. Su protagonista, John Constantine, empezó la serie con 34 años y la terminó con casi 60, lo que propició un gran bagaje de continuidad, en el que destacan las constantes reapariciones de personajes secundarios (los más longevos, Chas Chandler (cuya aparición se remonta al número 1 de la serie), y la sobrina de John, Gemma Masters (que apareció por primera vez en el número 4)) y que las consecuencias de los desenlaces de determinadas historias siguieran teniendo un impacto inequívoco en tramas acaecidas cientos de números más adelante, e incluso en el propio final de la serie.
Como consecuencia de su larga duración, los guionistas de la serie reflejaron a menudo la situación cultural y social de la época en la que escribieron para Hellblazer. Jamie Delano, para escribir su primera etapa en la colección (1988-1991), se inspiró en asuntos reales de actualidad en aquellos años, como el punk rock, la defensa del medio ambiente desde un punto de vista anarquista y el auge de la especulación en la economía británica. Delano sería el primer guionista de la colección en poner en primer plano su ideología política, un elemento nunca visto en cómics mainstream hasta entonces, plasmando su visión negativa del thatcherismo y (en su novela gráfica de 2010, Hellblazer Pandemonium) de la Guerra contra el Terror. Esto convirtió a John Constantine en un personaje diferente de otros protagonistas de cómics de la época, ya que un elemento fundamental en su personalidad fue, desde el principio, su lucha contra lo que él consideraba como la injusticia social y política en Gran Bretaña.
Esta tendencia fue continuada, en mayor o menor medida, por muchos de los guionistas que le sucedieron en la serie: Garth Ennis, en su etapa en Hellblazer (1991-1994), si bien disminuyó hasta cierto punto la carga política de Delano, basó arcos argumentales enteros en cuestiones ideológicas que más tarde también mostraría en Predicador, como el racismo y el fanatismo religioso. Ennis también plasmó sus impresiones sobre la Guerra de las Malvinas y la situación política en Irlanda del Norte, su país natal (hasta el punto de basar todo un spin-off, el magnífico especial Heartland. Tierra del corazón, en este tema). Paul Jenkins (1994-1996), pese a que en principio se enfocó, más que sus predecesores, en el género fantástico, criticó en una serie de historias auto conclusivas memorables el hooliganismo, la represión policial contra manifestantes pacíficos, el maltrato animal, la violencia machista, la pederastia y el consumismo. Warren Ellis (1999) volvió a incluir la crítica social como un elemento fundamental en sus historias (arremetiendo contra el Nuevo laborismo de Tony Blair), y analizó el polémico tema de los tiroteos en institutos en la historia “Dispara”. Esta historia generó una gran controversia, al coincidir su pretendida publicación con la Masacre de la Escuela Secundaria de Columbine, y provocó su salida de la serie. El escritor más polémico, Brian Azzarello (2000-2002) tocó temas como el neonazismo, la violación masculina en las cárceles y la homosexualidad. Andy Diggle (2007-2009) convirtió a Constantine en un campeón de la clase trabajadora, enfrentándolo directamente contra el ministro de vivienda británico, un aristócrata clasista. En la última etapa de la colección, Peter Milligan (2009-2013) consiguió insertar la ideología punk en la serie, ya que, en sus historias, el neoliberalismo es una infección demoniaca, y la cultura punk, el último bastión de resistencia frente a aquella. El terror de Hellblazer viene a menudo de las crisis y controversias de su tiempo. Al desarrollarse en el Reino Unido, muchas personalidades británicas han aparecido en la serie, como Sid Vicious, Margaret Thatcher, Aleister Crowley y (convenientemente disfrazadas para evitar la censura) la familia real británica.
Los temas esenciales de Hellblazer fueron el cinismo, el nihilismo y la estilización de la violencia. Fue habitual durante casi toda la serie que John Constantine narrara la historia en un monólogo interior, de prosa oscura y alambicada, y a veces rompiendo la Cuarta Pared. En muchos arcos narrativos, cada victoria de Constantine tenía un efecto negativo que llevaba a la tragedia. Sus amigos y su familia a menudo eran sacrificados o quedaban atrapados en las trifulcas del personaje, y muchos acabaron muertos o abandonándole. Pese a que John intentaba hacer lo mejor posible, dadas sus limitaciones inherentes, para sacar algo bueno de su vida, sus intentos casi siempre acabaron en fracaso.
En cualquier caso, Hellblazer es un cómic esencialmente británico, no solo porque su creador y la inmensa mayoría de los equipos creativos que trabajaron en la serie son de esa procedencia, sino porque el Reino Unido supuso un elemento fundamental en su concepción. Esta característica explica, en parte, la mala recepción por parte de los aficionados de los intentos de trasladar al personaje a Estados Unidos (desde la etapa de Brian Azzarello en la serie hasta sus adaptaciones cinematográfica y televisiva). En palabras de Peter Milligan, "Creo que Hellblazer es única. En una industria del cómic dominada por personajes americanos (lo cual no tiene nada de malo en sí mismo), Constantine era desvergonzadamente británico. Una clase específica de miserabilista británico".

## Recepción
Durante sus más de dos décadas de publicación, Hellblazer tuvo una aceptable acogida comercial, un hecho insólito en un título de tanta duración y con tanta rotación de equipos creativos. Si bien nunca tuvo el nivel de ventas de otros cómics mainstream, siempre consiguió beneficios, y se mantuvo consistentemente como uno de los títulos más vendidos de Vertigo, sustentado por las buenas ventas de sus tomos recopilatorios.
En cuanto a su acogida crítica, Hillary Goldstein, de IGN, dijo “a veces surreal, a menudo provocadora y casi siempre entretenida, las aventuras de Hellblazer se encuentran entre lo mejor que Vertigo puede ofrecer”. El conocido escritor de cómics Warren Ellis consideraba a la serie su favorita, y la incluía entre las mejores obras de terror de los 90. Andre Borges de DNA India la incluyó entre su listado de “15 novelas gráficas que debes leer”, describiéndola como “una de las mejores de su clase”, y diciendo que “su guion y dibujo han sido alabados durante toda su trayectoria”. Robert Tutton de Paste Magazine la incluyó en el número 4 de sus “13 comics de horror moderno terroríficos”, diciendo que “los encuentros más terroríficos de Constantine han llegado muy cerca de ese atisbo de verdad que recuerda a los lectores que la vida real puede ser tan terrorífica como cualquier súcubo o estirpe demoniaca”.
La etapa original de Delano en la serie es muy valorada. Al respecto, la periodista Helen Braithwaite dijo: "Su visión del personaje de John Constantine nunca ha sido igualada. El arco argumental “Pecados originales” debería estar en la colección de cualquier fan de los cómics”. Añadió que “su escritura evoca un increíble sentido de lo ominoso y del terror en el lector”. IGN incluyó a la serie como uno de los mejores 25 títulos de Vertigo, y consideró a John Constantine como uno de los mejores personajes de Vertigo.
La etapa de Garth Ennis también es casi unánimemente alabada, en particular “Hábitos peligrosos”, que fue votada la mejor historia escrita por su autor por Comic Book Resources, por delante de su trabajo en Predicador, The boys y Punisher. En el mismo artículo, Brian Cronin calificó al verdadero amor de John, Kit Ryan, como uno de los personajes más memorables de la serie. La popularidad de la etapa de Ennis y Dillon en Hellblazer fue clave para que Vertigo aceptara publicar Predicador. Empire Magazine consideró “Hábitos peligrosos” “por derecho propio, una de las historias más celebradas en la historia de los cómics”. Glenn Fabry, que fue el portadista habitual de la etapa de Ennis, ganó un Premio Eisner como Mejor Portadista de 1995.
El creador del protagonista, Alan Moore, alabó la visión que Jamie Delano tenía del personaje, al comentar que “[Delano] demuestra brillantemente que el horror inglés no desapareció con la niebla y los guijarros iluminados por luz de gas al final de la era victoriana”. A Moore también le gustó la etapa de Brian Azzarello en la serie.

### Mejores historias
|    | Paste Magazine                        | Comic Book Resources                  | IGN                | Flavorwire           | Comicbook.com                         | Zona Zhero               |
| -- | ------------------------------------- | ------------------------------------- | ------------------ | -------------------- | ------------------------------------- | ------------------------ |
| 10 | Abrázame                              | Tiempos difíciles                     |                    |                      |                                       | Atormentada              |
| 9  | Newcastle: Un atisbo de lo que vendrá | Atormentada                           |                    |                      |                                       | Newcastle calling        |
| 8  | En el arroyo / Perversión             | Pecados originales                    |                    |                      | Hambre / Festín de amigos             | La empatía es el enemigo |
| 7  | Motivos para estar contento           | Un cínico a las puertas del Infierno  |                    |                      | American Gothic                       | El mago sonriente        |
| 6  | Polvo y cenizas                       | Hombre de familia                     |                    |                      | Sangre real                           | Via crucis               |
| 5  | Un cínico a las puertas del Infierno  | Miedo y odio                          | Abrázame           | Todas sus máquinas   | Atormentada                           | Masa crítica             |
| 4  | Pecados originales                    | Todas sus máquinas                    | Pecados originales | Hielo en el infierno | Hombre de familia                     | Hombre de familia        |
| 3  | Tiempos difíciles                     | Abrázame                              | Atormentada        | Hábitos peligrosos   | Miedo y odio                          | Tiempos difíciles        |
| 2  | Atormentada                           | Newcastle: Un atisbo de lo que vendrá | Polvo y cenizas    | Abrázame             | Newcastle: Un atisbo de lo que vendrá | Claveles sangrientos     |
| 1  | Hábitos peligrosos                    | Hábitos peligrosos                    | Hábitos peligrosos | Pecados originales   | Hábitos peligrosos                    | Hábitos peligrosos       |

## Ediciones en español

### Ediciones deEdiciones Zinco(1990-1994)
La editorial Ediciones Zinco, poseedora de los derechos de distribución de DC Comics en España durante los años 80 y primeros 90, publicó los primeros números de Hellblazer como una miniserie de cinco números en 1990, al albor del éxito de la maxiserie de 12 números de La Cosa del pantano, recientemente publicada, que contenía la saga "American Gothic" en su integridad (y que incluía la primera aparición de John Constantine). Dicha miniserie, en formato grapa, incluía los cuatro primeros números de la edición americana y el número 27 de la colección (integrado por la historia "Abrázame", de Neil Gaiman y Dave McKean).
Zinco publicó dos obras más de la etapa de Jamie Delano: (i) en 1991, un especial de 68 páginas con el Annual 1 de la colección, en grapa; y (ii) en 1992, un especial en rústica que incluía los dos números realizados por Grant Morrison y David Lloyd para la colección (y titulado erróneamente "Hellblazer: Newcastle" - dado que dicho título y la portada correspondiente se referían al número 11 de la edición americana, y no a los números incluidos en dicho especial-).
Posteriormente, en 1994, Zinco publicó, en una miniserie de tres números en rústica, la saga "Hábitos peligrosos", primera incursión de Garth Ennis en el personaje.

#### Ediciones en grapa
- John Constantine: Hellblazer 1 a 5 (1990, contiene los números 1 a 4 y 27 de Hellblazer).
- John Constantine: Hellblazer especial 1 (1991, Contiene el Annual 1 de Hellblazer).

#### Ediciones en rústica
- John Constantine: Hellblazer especial: Newcastle (1992, contiene los números 25 y 26 de Hellblazer).
- John Constantine: Hellblazer: Hábitos peligrosos 1 a 3 (1994, contiene los números 41 a 46 de Hellblazer).

### Ediciones deNorma Editorial(1997-2005)
Norma Editorial adquirió los derechos de distribución de Vertigo en España en 1997. Como parte de su línea "Colección Vértigo", aprovechando la buena recepción de su edición de Predicador, la editorial empezó a publicar Hellblazer a partir del número 62, precisamente el primer número dibujado por Steve Dillon como artista regular. Como resultado de lo anterior, el grueso de la etapa de Delano (en concreto, los números 5 a 24 y 28 a 40) y la primera mitad de la etapa de Ennis, salvo "Hábitos peligrosos" (desde el número 47 hasta el 61) se mantuvieron inéditas en España hasta su publicación por parte de Planeta DeAgostini.
Norma publicó ininterrumpidamente Hellblazer desde el número 62 al 119 de la colección americana. Sin embargo, intentando aprovechar el éxito de su edición de 100 Balas, pasó a continuación a publicar la serie a partir del inicio de la etapa de Brian Azzarello (número 146), con lo que los números 120 a 145 permanecerían inéditos en España durante largo tiempo (en algunos casos hasta su publicación por ECC Ediciones en 2015 y 2016). Norma publicó Hellblazer dentro de "Colección Vértigo" hasta 2005, año de la pérdida de los derechos de DC/Vertigo a favor de Planeta DeAgostini. El último número americano de Hellblazer publicado por Norma fue el 180.
Adicionalmente a las recopilaciones de la serie, Norma publicó dentro de "Colección Vértigo" la miniserie The Sandman presenta: La calle del amor. Aunque John Constantine es uno de los protagonistas de la historia y algunos estudios han considerado que este cómic forma parte de las publicaciones de Hellblazer en España, la miniserie se integra en los títulos publicados bajo la impronta de The Sandman, y no está relacionada directamente con Hellblazer.
La "Colección Vértigo" era una recopilación de los números originales en rústica y de extensión variable (podrían recopilar desde 2 hasta 7 números de la colección americana). Norma Editorial publicó los siguientes recopilatorios de Hellblazer dentro de dicha colección:
- Hellblazer: Miedo y odio 1 a 3, Colección Vértigo 22, 25 y 29, 1997 (comprende los números 62 a 67 de Hellblazer).
- Hellblazer: En el arroyo. Perversión. Amor sucio, Colección Vértigo 49, 1998 (comprende los números 68 y 69 de Hellblazer, y la historia corta "Tainted love", publicada en el especial Vertigo Jam).
- Hellblazer: Confesión, Colección Vértigo 57, 1998 (comprende Hellblazer: Special 1).
- Hellblazer: Tierra del corazón. Momento de gloria, Colección Vértigo 60, 1998 (comprende los números 70 y 71 de Hellblazer).
- Vértigo: Al filo del invierno 1, Colección Vértigo 69, 1998 (incluye la historia corta "Tell me", publicada en Vertigo: Winter's edge 1).
- Hellblazer: Llamas de condena 1 y 2, Colección Vértigo 70 y 72, 1998 (comprende los números 72 a 75 de Hellblazer).
- Hellblazer: Un cínico a las puertas del Infierno 1 a 4, Colección Vértigo 85, 87, 90 y 95, 1999 (comprende los números 76 a 83 de Hellblazer).
- Hellblazer: Nociones perversas 1 y 2, Colección Vértigo 104 y 106, 1999 (comprende los números 84 a 88 de Hellblazer).
- Vértigo: Al filo del invierno 2, Colección Vértigo 113, 1999 (incluye la historia corta "All those little girls and boys", publicada en Vertigo: Winter's edge 2).
- Hellblazer: Tiempo de sueño, Colección Vértigo 122, 2000 (comprende los números 89 y 90 de Hellblazer).
- Hellblazer: Masa crítica 1 a 3, Colección Vértigo 125, 128 y 131, 2000 (comprende los números 91 a 96 de Hellblazer).
- Heartland. Tierra del corazón, Colección Vértigo 135, 2000 (comprende el especial Heartland).
- Hellblazer: La naturaleza de la bestia 1 y 2, Colección Vértigo 142 y 144, 2000 (comprende los números 97 a 100 de Hellblazer).
- Hellblazer: Comienzos difíciles 1 y 2, Colección Vértigo 152 y 155, 2000 (comprende los números 101 a 104 de Hellblazer).
- Vértigo: Al filo del invierno 3, Colección Vértigo 154, 2000 (incluye la historia corta "Another bloody Christmas", publicada en Vertigo: Winter's edge 3).
- Neil Gaiman: Días de medianoche, Colección Vértigo 166, 2001 (incluye el número 27 de Hellblazer).
- Hellblazer: En la línea de fuego 1 y 2, Colección Vértigo 169 y 172, 2001 (comprende los números 105 a 108 de Hellblazer).
- Hellblazer: El último hombre 1 a 3, Colección Vértigo 184, 185 y 187, 2001 (comprende los números 109 a 114 de Hellblazer).
- Hellblazer: Contra el reloj, Colección Vértigo 203, 2002 (comprende los números 115 a 119 de Hellblazer).
- Hellblazer: Tiempos difíciles, Colección Vértigo 220, 2003 (comprende los números 146 a 150 de Hellblazer).
- Hellblazer: Buenas intenciones, Colección Vértigo 233, 2003 (comprende los números 151 a 156 de Hellblazer).
- Hellblazer: Hielo en el infierno, Colección Vértigo 242, 2004 (comprende los números 157 a 163 de Hellblazer).
- Hellblazer: Highwater, Colección Vértigo 260, 2004 (comprende los números 164 a 169 de Hellblazer).
- Hellblazer: Polvo y cenizas, Colección Vértigo 273, 2004 (comprende los números 170 a 174 de Hellblazer).
- Hellblazer: El sepulcro rojo, Colección Vértigo 282, 2005 (comprende los números 175 a 180 de Hellblazer).

### Ediciones dePlaneta DeAgostini(2005-2011)
Planeta DeAgostini adquirió los derechos de distribución de DC/Vertigo en 2005, y empezó a recopilar Hellblazer, inicialmente, en una serie regular (publicada en rústica), llamada John Constantine: Hellblazer, que incluía dos números de la edición americana por ejemplar, empezando por el número 1. La serie se canceló en el número 32 (2008), que incluía los números 63 y 64 de Hellblazer. Planeta también publicó en este formato el Annual 1 de Hellblazer.
En paralelo, Planeta seguiría publicando tomos recopilatorios en rústica que continuaban la serie donde la abandonó Norma (a partir del número 181 de la colección americana). Tras completar la primera etapa de Mike Carey en Hellblazer desde dicho número hasta su finalización (número 215), Planeta mantendría la misma estructura para publicar una serie de tomos recopilatorios, clasificados por autor, mediante la cual se publicaron la totalidad de las etapas en la serie regular de Delano (salvo el número 84 de Hellblazer y el Annual 1), Ennis (salvo la saga "Hijo del hombre", que se publicó en un recopilatorio independiente de igual título), Ellis (salvo la historia "Dispara", que se publicaría en el número 1 de la revista en rústica, de corta vida, Vértigo Magazine), Azzarello, Mina, Diggle y Milligan (en este último caso hasta el número 275 de Hellblazer). Con todo, Planeta dejaría sin publicar partes importantes de Hellblazer, tales como el arco argumental "Nociones perversas", de Eddie Campbell, toda la etapa de Paul Jenkins, el regreso de Mike Carey a la serie en el número 229, el número 250 de Hellblazer (con la excepción de la historia escrita por Peter Milligan), o los números escritos por Jason Aaron y Darko Marcan.
Planeta también publicó tomos en rústica recopilando varias miniseries y novelas gráficas de las realizadas sobre el personaje y su mundo, hasta la pérdida de la licencia de distribución de DC/ Vertigo a favor de ECC Ediciones (2012). Aun así, Planeta no publicó los spin-offs El horrorista, Heartland: Tierra del corazón, Hellblazer / Los libros de la magia, Vertigo Secret Files: Hellblazer, Hellblazer presenta Chas: El conocimiento y Hellblazer especial: Lady Constantine. Tampoco publicó los relatos escritos por Paul Jenkins, Garth Ennis y Dave Gibbons para Vertigo: Al filo del invierno, la historia corta "Expuesto", escrita por Mike Carey para el volumen 2 del especial 9/11, ni los relatos cortos "Carta de un suicida" y "La noche de la hoguera", escritos por Peter Milligan para House of Mistery Halloween Annual 1 y 2, respectivamente.
Adicionalmente, y pese a que los títulos no están relacionados con Hellblazer, Planeta publicó la adaptación oficial al cómic de la película Constantine, en 2005, y la miniserie de 1991 Mister E, bajo el título Hellblazer presenta: La brigada de la gabardina: Mister E, en 2008.

#### Serie regular (rústica)
| Nombre                              | Número USA | Arcos narrativos                                                 | Arcos narrativos                                                 | Guion          | Dibujo                             | Tinta                         | Color                   | Fecha de publicación | Formato             |
| ----------------------------------- | ---------- | ---------------------------------------------------------------- | ---------------------------------------------------------------- | -------------- | ---------------------------------- | ----------------------------- | ----------------------- | -------------------- | ------------------- |
| John Constantine: Hellblazer N.º 1  | 1-2        | Hambre - Festín de amigos                                        | Hambre - Festín de amigos                                        | Jamie Delano   | John Ridgway                       | John Ridgway                  | Lovern Kindzierski      | Octubre de 2005      | Rústica, 64 págs.   |
| John Constantine: Hellblazer N.º 2  | 3-4        | Ir a por todas - Esperando al hombre                             | Ir a por todas - Esperando al hombre                             | Jamie Delano   | John Ridgway                       | John Ridgway                  | Lovern Kindzierski      | Noviembre de 2005    | Rústica, 48 págs.   |
| John Constantine: Hellblazer N.º 3  | 5-6        | Cuando Johnny regresa desfilando a casa - Prejuicio extremo      | Cuando Johnny regresa desfilando a casa - Prejuicio extremo      | Jamie Delano   | John Ridgway                       | John Ridgway                  | Lovern Kindzierski      | Diciembre de 2005    | Rústica, 48 págs.   |
| John Constantine: Hellblazer N.º 4  | 7          | Fantasmas dentro de la máquina                                   | Fantasmas dentro de la máquina                                   | Jamie Delano   | John Ridgway, Brett Ewins          | John Ridgway, Jim McCarthy    | Lovern Kindzierski      | Enero de 2006        | Rústica, 48 págs.   |
| John Constantine: Hellblazer N.º 4  | 8          | Cuidados intensivos                                              | Cuidados intensivos                                              | Jamie Delano   | John Ridgway                       | Alfredo Alcalá                | Lovern Kindzierski      | Enero de 2006        | Rústica, 48 págs.   |
| John Constantine: Hellblazer N.º 5  | 9          | Hecho polvo                                                      | Hecho polvo                                                      | Jamie Delano   | John Ridgway                       | Alfredo Alcalá                | Lovern Kindzierski      | Febrero de 2006      | Rústica, 48 págs.   |
| John Constantine: Hellblazer N.º 5  | 10         | Sexo y muerte                                                    | Sexo y muerte                                                    | Jamie Delano   | Richard Piers Rayner               | Mark Buckingham               | Lovern Kindzierski      | Febrero de 2006      | Rústica, 48 págs.   |
| John Constantine: Hellblazer N.º 6  | 11         | Newcastle: Un atisbo de lo que vendrá                            | Newcastle: Un atisbo de lo que vendrá                            | Jamie Delano   | Richard Piers Rayner               | Mark Buckingham               | Lovern Kindzierski      | Marzo de 2006        | Rústica, 48 págs.   |
| John Constantine: Hellblazer N.º 6  | 12         | Diablo conocido...                                               | Diablo conocido...                                               | Jamie Delano   | Richard Piers Rayner               | Mark Buckingham               | Lovern Kindzierski      | Marzo de 2006        | Rústica, 48 págs.   |
| John Constantine: Hellblazer N.º 7  | 13         | En la playa                                                      | En la playa                                                      | Jamie Delano   | Richard Piers Rayner, Mike Hoffman | Mark Buckingham, Mike Hoffman | Lovern Kindzierski      | Mayo de 2006         | Rústica, 48 págs.   |
| John Constantine: Hellblazer N.º 7  | 14         | La máquina del miedo                                             | Tocar la tierra                                                  | Jamie Delano   | Richard Piers Rayner               | Mark Buckingham               | Lovern Kindzierski      | Mayo de 2006         | Rústica, 48 págs.   |
| John Constantine: Hellblazer N.º 8  | 15         | La máquina del miedo                                             | El pastor busca cobijo                                           | Jamie Delano   | Richard Piers Rayner               | Mark Buckingham               | Lovern Kindzierski      | Junio de 2006        | Rústica, 48 págs.   |
| John Constantine: Hellblazer N.º 8  | 16         | La máquina del miedo                                             | Dura justicia                                                    | Jamie Delano   | Richard Piers Rayner               | Mark Buckingham               | Lovern Kindzierski      | Junio de 2006        | Rústica, 48 págs.   |
| John Constantine: Hellblazer N.º 9  | 17         | La máquina del miedo                                             | Compañeros de viaje                                              | Jamie Delano   | Mike Hoffman                       | Mike Hoffman                  | Lovern Kindzierski      | Julio de 2006        | Rústica, 48 págs.   |
| John Constantine: Hellblazer N.º 9  | 18         | La máquina del miedo                                             | Cartas de amor y odio                                            | Jamie Delano   | Mark Buckingham                    | Alfredo Alcalá                | Lovern Kindzierski      | Julio de 2006        | Rústica, 48 págs.   |
| John Constantine: Hellblazer Nº10   | 19         | La máquina del miedo                                             | El hombre roto                                                   | Jamie Delano   | Mark Buckingham                    | Alfredo Alcalá                | Lovern Kindzierski      | Agosto de 2006       | Rústica, 48 págs.   |
| John Constantine: Hellblazer Nº10   | 20         | La máquina del miedo                                             | Traición                                                         | Jamie Delano   | Mark Buckingham                    | Alfredo Alcalá                | Lovern Kindzierski      | Agosto de 2006       | Rústica, 48 págs.   |
| John Constantine: Hellblazer Nº11   | 21         | La máquina del miedo                                             | Dios de dioses                                                   | Jamie Delano   | Mark Buckingham                    | Alfredo Alcalá                | Lovern Kindzierski      | Septiembre de 2006   | Rústica, 64 págs.   |
| John Constantine: Hellblazer Nº11   | 22         | La máquina del miedo                                             | Equilibrio                                                       | Jamie Delano   | Mark Buckingham                    | Alfredo Alcalá                | Lovern Kindzierski      | Septiembre de 2006   | Rústica, 64 págs.   |
| John Constantine: Hellblazer Nº12   | 23         | Por encima de lo normal                                          | Por encima de lo normal                                          | Jamie Delano   | Ron Tiner                          | Ron Tiner                     | Tom Ziuko               | Octubre de 2006      | Rústica, 48 págs.   |
| John Constantine: Hellblazer Nº12   | 24         | El familiar                                                      | El familiar                                                      | Jamie Delano   | Ron Tiner                          | Ron Tiner                     | Tom Ziuko               | Octubre de 2006      | Rústica, 48 págs.   |
| John Constantine: Hellblazer Nº13   | 25         | Alarma preventiva                                                | Alarma preventiva                                                | Grant Morrison | David Lloyd                        | David Lloyd                   | David Lloyd             | Diciembre de 2006    | Rústica, 48 págs.   |
| John Constantine: Hellblazer Nº13   | 26         | Cómo aprendí a armar la bomba                                    | Cómo aprendí a armar la bomba                                    | Grant Morrison | David Lloyd                        | David Lloyd                   | David Lloyd             | Diciembre de 2006    | Rústica, 48 págs.   |
| John Constantine: Hellblazer Nº14   | 27         | Abrázame                                                         | Abrázame                                                         | Neil Gaiman    | Dave McKean                        | Dave McKean                   | Dave McKean Danny Vozzo | Enero de 2007        | Rústica, 48 págs.   |
| John Constantine: Hellblazer Nº14   | 28         | El tirón de la sangre                                            | El tirón de la sangre                                            | Jamie Delano   | Ron Tiner                          | Kevin Walker                  | Tom Ziuko               | Enero de 2007        | Rústica, 48 págs.   |
| John Constantine: Hellblazer Nº15   | 29         | Enfermo del corazón                                              | Enfermo del corazón                                              | Jamie Delano   | Ron Tiner                          | Kevin Walker                  | Tom Ziuko               | Febrero de 2007      | Rústica, 48 págs.   |
| John Constantine: Hellblazer Nº15   | 30         | Víctima mortal                                                   | Víctima mortal                                                   | Jamie Delano   | Ron Tiner                          | Kevin Walker                  | Lovern Kindzierski      | Febrero de 2007      | Rústica, 48 págs.   |
| John Constantine: Hellblazer Nº16   | 31         | El duelo del mago                                                | El duelo del mago                                                | Jamie Delano   | Sean Phillips                      | Sean Phillips                 | Tom Ziuko               | Marzo de 2007        | Rústica, 48 págs.   |
| John Constantine: Hellblazer Nº16   | 32         | Perro viejo                                                      | Perro viejo                                                      | Dick Foreman   | Steve Pugh                         | Steve Pugh                    | Tom Ziuko               | Marzo de 2007        | Rústica, 48 págs.   |
| Hellblazer Anual                    | 1          | El santo sangriento                                              | La venus de la venta agresiva                                    | Jamie Delano   | Bryan Talbot, Dean Motter          | Bryan Talbot, Dean Motter     | Lovern Kindzierski      | Abril de 2007        | Rústica, 48 páginas |
| John Constantine: Hellblazer Nº17   | 33         | Los domingos son distintos                                       | Los domingos son distintos                                       | Jamie Delano   | Dean Motter                        | Mark Pennington               | Tom Ziuko               | Abril de 2007        | Rústica, 48 págs.   |
| John Constantine: Hellblazer Nº17   | 34         | El hombre del saco                                               | El hombre del saco                                               | Jamie Delano   | Sean Phillips                      | Sean Phillips                 | Tom Ziuko               | Abril de 2007        | Rústica, 48 págs.   |
| John Constantine: Hellblazer Nº18   | 35         | Corazón de niño muerto                                           | Corazón de niño muerto                                           | Jamie Delano   | Sean Phillips                      | Sean Phillips                 | Tom Ziuko               | Mayo de 2007         | Rústica, 64 págs.   |
| John Constantine: Hellblazer Nº18   | 36         | El país inexplorado                                              | El país inexplorado                                              | Jamie Delano   | Sean Phillips                      | Sean Phillips                 | Tom Ziuko               | Mayo de 2007         | Rústica, 64 págs.   |
| John Constantine: Hellblazer N.º 19 | 37         | El trabajo de un hombre                                          | El trabajo de un hombre                                          | Jamie Delano   | Steve Pugh                         | Steve Pugh                    | Tom Ziuko               | Junio de 2007        | Rústica, 48 págs.   |
| John Constantine: Hellblazer N.º 19 | 38         | Juego de niños                                                   | Juego de niños                                                   | Jamie Delano   | Steve Pugh                         | Steve Pugh                    | Tom Ziuko               | Junio de 2007        | Rústica, 48 págs.   |
| John Constantine: Hellblazer Nº20   | 39         | El ahorcado                                                      | El ahorcado                                                      | Jamie Delano   | Steve Pugh                         | Steve Pugh                    | Tom Ziuko               | Julio de 2007        | Rústica, 64 págs.   |
| John Constantine: Hellblazer Nº20   | 40         | El mago                                                          | El mago                                                          | Jamie Delano   | Dave McKean                        | Dave McKean                   | Dave McKean             | Julio de 2007        | Rústica, 64 págs.   |
| John Constantine: Hellblazer N.º 21 | 41         | Hábitos peligrosos, Primera parte: El principio del fin          | Hábitos peligrosos, Primera parte: El principio del fin          | Garth Ennis    | Will Simpson                       | Mark Pennington               | Tom Ziuko               | Agosto de 2007       | Rústica, 48 páginas |
| John Constantine: Hellblazer N.º 21 | 42         | Hábitos peligrosos, Segunda parte: Un trago de lo más fuerte     | Hábitos peligrosos, Segunda parte: Un trago de lo más fuerte     | Garth Ennis    | Will Simpson                       | Mark Pennington               | Tom Ziuko               | Agosto de 2007       | Rústica, 48 páginas |
| John Constantine: Hellblazer N.º 22 | 43         | Hábitos peligrosos, Tercera parte: Amigos en altas esferas       | Hábitos peligrosos, Tercera parte: Amigos en altas esferas       | Garth Ennis    | Will Simpson                       | Mark Pennington               | Tom Ziuko               | Septiembre de 2007   | Rústica, 48 páginas |
| John Constantine: Hellblazer N.º 22 | 44         | Hábitos peligrosos, Cuarta parte: A mi manera                    | Hábitos peligrosos, Cuarta parte: A mi manera                    | Garth Ennis    | Will Simpson                       | Mark Pennington               | Tom Ziuko               | Septiembre de 2007   | Rústica, 48 páginas |
| John Constantine: Hellblazer N.º 23 | 45         | Hábitos peligrosos, Quinta parte: La artimaña                    | Hábitos peligrosos, Quinta parte: La artimaña                    | Garth Ennis    | Will Simpson                       | Tom Sutton                    | Tom Ziuko               | Octubre de 2007      | Rústica, 48 páginas |
| John Constantine: Hellblazer N.º 23 | 46         | Hábitos peligrosos, Sexta parte: Descenso a los infiernos        | Hábitos peligrosos, Sexta parte: Descenso a los infiernos        | Garth Ennis    | Will Simpson                       | Tom Sutton                    | Tom Ziuko               | Octubre de 2007      | Rústica, 48 páginas |
| John Constantine: Hellblazer N.º 24 | 47         | El pub donde nací                                                | El pub donde nací                                                | Garth Ennis    | Will Simpson                       | Stan Woch                     | Tom Ziuko               | Noviembre de 2007    | Rústica, 48 páginas |
| John Constantine: Hellblazer N.º 24 | 48         | El amor mata                                                     | El amor mata                                                     | Garth Ennis    | Mike Hoffman                       | Stan Woch                     | Tom Ziuko               | Noviembre de 2007    | Rústica, 48 páginas |
| John Constantine: Hellblazer N.º 25 | 49         | El señor de la danza                                             | El señor de la danza                                             | Garth Ennis    | Steve Dillon                       | Steve Dillon                  | Tom Ziuko               | Diciembre de 2007    | Rústica, 64 páginas |
| John Constantine: Hellblazer N.º 25 | 50         | Vidas notables                                                   | Vidas notables                                                   | Garth Ennis    | Will Simpson                       | Will Simpson                  | Tom Ziuko               | Diciembre de 2007    | Rústica, 64 páginas |
| John Constantine: Hellblazer N.º 26 | 51         | Contar hasta diez                                                | Contar hasta diez                                                | John Smith     | Sean Phillips                      | Sean Phillips                 | Tom Ziuko               | Enero de 2008        | Rústica, 48 páginas |
| John Constantine: Hellblazer N.º 26 | 52         | Sangre real, Primera parte: Los implicados                       | Sangre real, Primera parte: Los implicados                       | Garth Ennis    | Will Simpson                       | Will Simpson                  | Tom Ziuko               | Enero de 2008        | Rústica, 48 páginas |
| John Constantine: Hellblazer N.º 27 | 53         | Sangre real, Segunda parte: Revelaciones                         | Sangre real, Segunda parte: Revelaciones                         | Garth Ennis    | Will Simpson                       | Will Simpson                  | Tom Ziuko               | Febrero de 2008      | Rústica, 48 páginas |
| John Constantine: Hellblazer N.º 27 | 54         | Sangre real, Tercera parte: Los viejos tiempos                   | Sangre real, Tercera parte: Los viejos tiempos                   | Garth Ennis    | Will Simpson                       | Will Simpson                  | Tom Ziuko               | Febrero de 2008      | Rústica, 48 páginas |
| John Constantine, Hellblazer N.º 28 | 55         | Sangre real, Cuarta parte: Un mundo despiadado                   | Sangre real, Cuarta parte: Un mundo despiadado                   | Garth Ennis    | Will Simpson                       | Will Simpson                  | Tom Ziuko               | Marzo de 2008        | Rústica, 48 páginas |
| John Constantine, Hellblazer N.º 28 | 56         | Éste es el diario de Danny Drake                                 | Éste es el diario de Danny Drake                                 | Garth Ennis    | David Lloyd                        | David Lloyd                   | David Lloyd             | Marzo de 2008        | Rústica, 48 páginas |
| John Constantine, Hellblazer N.º 29 | 57         | Arcilla mortal                                                   | Arcilla mortal                                                   | Garth Ennis    | Steve Dillon                       | Steve Dillon                  | Tom Ziuko               | Abril de 2008        | Rústica, 48 páginas |
| John Constantine, Hellblazer N.º 29 | 58         | Cuerpo y mente                                                   | Cuerpo y mente                                                   | Garth Ennis    | Steve Dillon                       | Steve Dillon                  | Danny Vozzo             | Abril de 2008        | Rústica, 48 páginas |
| John Constantine: Hellblazer N.º 30 | 59         | Ellos y ellas, Primera parte: Mujeres caídas                     | Ellos y ellas, Primera parte: Mujeres caídas                     | Garth Ennis    | Will Simpson                       | Mike Barreiro, Kim DeMulder   | Tom Ziuko               | Mayo de 2008         | Rústica, 48 páginas |
| John Constantine: Hellblazer N.º 30 | 60         | Ellos y ellas, Segunda parte: Belén infernal                     | Ellos y ellas, Segunda parte: Belén infernal                     | Garth Ennis    | Will Simpson                       | Mike Barreiro, Kim DeMulder   | Tom Ziuko               | Mayo de 2008         | Rústica, 48 páginas |
| John Constantine: Hellblazer N.º 31 | 61         | Ellos y ellas, Tercera parte: Quiere una escalera hacia el Cielo | Ellos y ellas, Tercera parte: Quiere una escalera hacia el Cielo | Garth Ennis    | Will Simpson                       | Mike Barreiro                 | Tom Ziuko               | Junio de 2008        | Rústica, 48 páginas |
| John Constantine: Hellblazer N.º 31 | 62         | El final de la dinastía                                          | El final de la dinastía                                          | Garth Ennis    | Steve Dillon                       | Steve Dillon                  | Tom Ziuko               | Junio de 2008        | Rústica, 48 páginas |
| John Constantine: Hellblazer N.º 32 | 63         | Cuarenta                                                         | Cuarenta                                                         | Garth Ennis    | Steve Dillon                       | Steve Dillon                  | Tom Ziuko               | Julio de 2008        | Rústica, 48 páginas |
| John Constantine: Hellblazer N.º 32 | 64         | Miedo y odio, Primera parte: Por Dios y la patria                | Miedo y odio, Primera parte: Por Dios y la patria                | Garth Ennis    | Steve Dillon                       | Steve Dillon                  | Tom Ziuko               | Julio de 2008        | Rústica, 48 páginas |

#### Tomos recopilatorios de la serie regular (rústica)
- Hellblazer: Terceros mundos (2005, contiene los números 181 a 186 de Hellblazer).
- Hellblazer: Cara a la pared (2005, contiene los números 187 a 193 de Hellblazer).
- Hellblazer: Vía crucis (2005, contiene los números 194 a 199 de Hellblazer).
- Hellblazer: Motivos para estar contento (2006, contiene los números 200 a 205 de Hellblazer).
- Hellblazer: La tierra a donde van los muertos (2006, contiene los números 206 a 212 de Hellblazer).
- Hellblazer: Se ruega respuesta (2008. contiene los números 213 a 215 de Hellblazer).
- Hellblazer: Hijo del hombre (2008, contiene los números 129 a 133 de Hellblazer).
- Hellblazer de Warren Ellis (2009, contiene los números 134 a 143 de Hellblazer).
- Hellblazer de Brian Azzarello 1 y 2 (2009, contiene los números 146 a 174 de Hellblazer).
- Hellblazer de Denise Mina (2009, contiene los números 216 a 228 de Hellblazer).
- Hellblazer de Andy Diggle 1 a 3 (2009-2010, contiene los números 230 a 244 y 247 a 249 de Hellblazer).
- Hellblazer de Peter Milligan 1 a 5 (2010-2011, contiene la historia "The Curse of Christmas", publicada en el número 250 de Hellblazer, y los números 251 a 275 de Hellblazer).
- Hellblazer de Garth Ennis 1 a 4 (2010-2011, contiene los números 41 a 83 de Hellblazer, la historia corta "Tainted love", publicada en el especial Vertigo Jam, y Hellblazer: Special 1).
- Hellblazer de Jamie Delano 1 a 4 (2011, contiene los números 1 a 40 de Hellblazer).

#### Spin-offs(rústica y cartoné)
| Nombre                                           | Número USA                             | Guion           | Dibujo             | Tinta              | Color | Fecha de publicación | Formato            |
| ------------------------------------------------ | -------------------------------------- | --------------- | ------------------ | ------------------ | ----- | -------------------- | ------------------ |
| Hellblazer: Todas sus máquinas                   | Hellblazer: All his engines            | Mike Carey      | Leonardo Manco     | Leonardo Manco     | Sí    | marzo de 2007        | Rústica, 192 págs. |
| Hellblazer especial: Mala sangre                 | Hellblazer special: Bad blood 1-4      | Jamie Delano    | Philip Bond        | Philip Bond        | Sí    | junio de 2007        | Rústica, 96 págs.  |
| Hellblazer: Papá Midnite                         | Hellblazer special: Papa Midnite 1-5   | Mat Johnson     | Tony Akins         | Dan Green          | Sí    | octubre de 2007      | Rústica, 128 págs. |
| Hellblazer especial: La brigada de la gabardina  | The trenchcoat brigade 1-4             | John Ney Rieber | John Ridgway       | John Ridgway       | Sí    | mayo de 2008         | Rústica, 96 págs.  |
| Umbrales Oscuros: Una novela de John Constantine | Dark entries: a John Constantine novel | Ian Rankin      | Werther Dell'Edera | Werther Dell'Edera | b/n   | julio de 2010        | Cartoné, 216 págs. |
| Vértigo Magazine, N.º 1                          | Vertigo Resurrected: Shoot             | Warren Ellis    | Phil Jiménez       | Andy Lanning       | Sí    | septiembre de 2010   | Rústica, 104 págs. |
| Hellblazer: Pandemónium                          | Hellblazer: Pandemonium                | Jamie Delano    | Jock               | Jock               | Sí    | noviembre de 2010    | Cartoné, 128 págs. |

### Ediciones deECC Ediciones(2012-2017)
ECC Ediciones adquirió los derechos de distribución de DC / Vertigo en 2012. En un primer momento, continuó la línea editorial instaurada por Planeta DeAgostini, publicando, en tomos de tapa rústica, la etapa de Peter Milligan en Hellblazer hasta el número 300, que supuso el final de la época del escritor inglés, así como de la propia serie. Bajo el mismo formato de publicación, ECC también recopilaría la miniserie Hellblazer: Ciudad de demonios.
En 2015, ECC emprendió un ambicioso proyecto editorial consistente en publicar sistemáticamente todo Hellblazer, incluyendo sus miniseries, especiales y novelas gráficas asociados, en una larga colección de tomos en formato cartoné, clasificados por autor, más un número adicional con diversos spin-offs, así como The Sandman presenta: La calle del amor y la adaptación al cómic de la película Constantine (aunque estas dos obras no pueden considerarse propiamente como spin-offs de Hellblazer). La publicación de esta colección concluyó en 2017. Como parte de la promoción de esta serie, ECC publicó un número especial en formato grapa, a precio reducido, con el número 201 de la colección. Esta colección en cartoné es la única edición integral de Hellblazer y sus spin-offs publicada en España.
Independientemente de su recopilación de Hellblazer, ECC publicó, dentro de su línea Grandes autores de Vértigo (tomos recopilatorios en cartoné), un especial dedicado a Dave McKean, que incluía los números 27 y 40 de Hellblazer.

#### Especiales (grapa)
- Hellblazer: Horizonte de sucesos (2015, incluye el número 201 de Hellblazer).

#### Tomos recopilatorios (rústica)
- Hellblazer de Peter Milligan 6 a 10 (2012-2013, contiene los números 276 a 300 de Hellblazer).
- Hellblazer: Ciudad de demonios (2012, contiene la miniserie Hellblazer: City of demons).

#### Tomos recopilatorios (cartoné)
- Hellblazer: Garth Ennis 1 a 3 (2015, contiene los números 41 a 83 y 129 a 133 de Hellblazer; la historia corta "Tainted love", incluida en el especial Vertigo jam; los especiales Hellblazer Special 1, y Heartland; y la historia corta "All those little girls and boys", publicada en Vertigo: Winter's edge 2).
- Hellblazer: Warren Ellis (2015, contiene los números 134 a 145 de Hellblazer; la historia "Shoot" (publicada originalmente en el especial Vertigo Resurrected: Shoot); y el relato en prosa "Another bloody Christmas", incluido en Vertigo: Winter's edge 3).
- Hellblazer: Brian Azzarello (2015, contiene los números 145 a 174 de Hellblazer; y las historias cortas "The first time", incluida en Vertigo Secret Files: Hellblazer; y "All I goat for Christmas", publicada en el número 250 de Hellblazer).
- Grandes autores de Vértigo: Dave McKean (2015, incluye los números 27 y 40 de Hellblazer).
- Hellblazer: Jamie Delano 1 a 3 (2016, contiene los números 1 a 40 y 84 a 88 de Hellblazer; Hellblazer Annual 1; las miniseries El horrorista y Hellblazer especial: Mala sangre; los números 76 y 77 de Swamp thing (vol.2); la novela gráfica Hellblazer: Pandemónium; el relato en prosa "The gangster, the whore and the magician", incluido en Vertigo Secret Files: Hellblazer; y la historia corta "Christmas Cards", publicada en el número 250 de Hellblazer).
- Hellblazer: Paul Jenkins 1 y 2 (2016, contiene los números 89 a 128 de Hellblazer; la miniserie Hellblazer / Los libros de la magia; y el relato corto "Tell me", incluido en Vertigo: Winter's edge 1).
- Hellblazer: Mike Carey 1 y 2 (2016, contiene los números 175 a 215 y 229 de Hellblazer; la historia corta "Exposed", publicada en el volumen 2 de 9/11; y la novela gráfica Hellblazer: Todas sus máquinas).
- Hellblazer: Peter Milligan 1 a 3 (2017, contiene la historia corta "The Curse of Christmas", publicada en el número 250 de Hellblazer, los números 251 a 300 de Hellblazer, Hellblazer Annual 1 -2011-, la novela gráfica Hellblazer: Umbrales oscuros, la miniserie Hellblazer: Ciudad de demonios y los relatos cortos "Letter from a suicide", publicado en House of Mistery Halloween Annual 1, y "Bonfire night", publicado en House of Mistery Halloween Annual 2).
- Hellblazer: Denise Mina (2017, contiene los números 216 a 228 de Hellblazer).
- Hellblazer: Andy Diggle (2017, contiene los números 230 a 249 de Hellblazer y las historias cortas "Happy new fucking year" y "Snow was falling", publicadas en el número 250 de Hellblazer).
- Hellblazer: Otros hechizos (2017, contiene las miniseries La brigada de la gabardina, The Sandman presenta: La calle del amor, Hellblazer especial: Lady Constantine, Hellblazer especial: Papa Midnite, Hellblazer especial: Chas: El conocimiento y la adaptación oficial al cómic de la película Constantine).

## Cancelación y legado
La cancelación de Hellblazer y la introducción de John Constantine en el Universo DC provocaron una reacción generalmente negativa por parte de profesionales y aficionados. El guionista Joshua Hale Fialkov expresó su tristeza por no tener la posibilidad en el futuro de escribir sobre el John Constantine “real”. Ian Riankin, que escribió la novela gráfica Umbrales oscuros, dijo que John Constantine era el único personaje de cómic sobre el que había querido escribir, y la hija de Alan Moore, Leah Moore, expresó dudas sobre la capacidad de la serie Constantine de sustituir a Hellblazer, entre otros. Como consecuencia, el coeditor de DC Comics Dan Didio emitió un comunicado en el que defendía la decisión editorial, diciendo que “Hellblazer tuvo una vida larga e increíblemente exitosa y eso es un elogio para todos los grandes creadores que han trabajado en el cómic a través de los años. La nueva serie Constantine le devolverá a sus raíces en el Universo DC y esperamos que sea el principio de otra etapa increíble”. Comic Alliance describió la cancelación de Hellblazer como “el fin de una era para Vertigo”, añadiendo que Hellblazer fue “uno de los cómics de los últimos años 80 que ayudó a crecer al medio y a sus lectores”.
Hellblazer impulsó la popularidad y la imagen moderna del género de ficción fantástica de detectives, al que moldeó en su forma actual. Muchos ejemplos modernos del género como Hellboy, Supernatural, Grimm, The Originals, y The Dresden Files fueron influenciadas por ella. La serie y el personaje provocaron la aparición de numerosos imitadores, como Criminal Macabre, Gravel, Planetary, y otros.

## Continuidad desdeNew 52
A raíz de un mandato editorial, en 2011 varios personajes de Vertigo, entre ellos y predominantemente John Constantine, volvieron después de mucho tiempo a la casa matriz del Universo DC para comenzar nuevas historias en la continuidad llamada New 52, tras el evento conocido como Flashpoint, en el cual se integraron dentro del Universo llamado "Nueva Tierra" varios personajes pertenecientes a los universos WildStorm, Vértigo, y el Universo DC convencional.
Esta circunstancia implicó cambios importantes en el personaje, muy contestados por los aficionados, que resultaron en un Constantine claramente dirigido a un público más juvenil. Como consecuencia, Hellblazer fue cancelada y un John Constantine más joven y banalizado se convirtió en protagonista de dos nuevos títulos: Constantine y Liga de la Justicia Oscura. Ambas series fueron canceladas en poco tiempo.
Tras dicha cancelación, Constantine pasó a ser protagonista de una nueva serie: John Constantine: The Hellblazer. Esta colección también resultaría de corta vida, ya que fue cancelada con motivo del evento DC Rebirth, que pretendió devolver a los personajes de la editorial a un estatus similar al que gozaban antes de New 52. Como parte del evento, John Constantine es protagonista de una nueva serie: The Hellblazer, escrita por Simon Oliver (guionista de Chas: El conocimiento), cuyo objetivo es recuperar la esencia perdida de Hellblazer. La serie empezó a publicarse en julio de 2016.

## En otros medios

### Adaptación cinematográfica
Ver también: Constantine (película)
En 2005 vio la luz la adaptación cinematográfica de Hellblazer: la película Constantine, del director Francis Lawrence, que adaptaba muy libremente el primer arco argumental escrito por Garth Ennis, "Hábitos peligrosos". En la película, John Constantine fue encarnado por el actor Keanu Reeves.
La película tuvo una mala acogida crítica (en la actualidad ostenta un 46% en Rotten Tomatoes) y fue controvertida entre algunos fanes del cómic, que entendieron que el film no reflejaba adecuadamente la atmósfera de Hellblazer. Con todo, desde entonces se ha convertido en una película de culto.
El escritor John Shirley ha publicado una serie de novelas desde 2005 en las que integra la película en el universo de Hellblazer, en un intento de hacer más pequeño el salto desde la película al cómic y viceversa.
Desde 2009 se han producido varios intentos de desarrollar una secuela de la película, sin que hayan llegado a fructificar.

### ProyectoDark Universe
Durante años, se ha barajado la posibilidad de que se realice una película de la Liga de la Justicia Oscura, en la que participa John Constantine, titulada Dark Universe. Guillermo del Toro estuvo durante largo tiempo vinculado al proyecto, que se integrará en el Universo Extendido DC. Sin embargo, problemas de agenda con el rodaje de Pacific Rim: Uprising (que finalmente también acabaría abandonando para realizar la multipremiada La forma del agua) llevaron a Del Toro a abandonar la película, siendo sustituido por Doug Liman. El director de Al filo del mañana, a su vez, abandonó el proyecto en mayo de 2017. La película se encuentra en fase de preproducción a fecha de julio de 2017, escrita por Michael Gilio y producida por Scott Rudin, y no tiene asignado un director, aunque los cineastas argentinos Andrés Muschietti, responsable de Mama y la nueva versión de It, y Damián Szifron, director de Relatos salvajes, se encuentran en la lista de candidatos.

### Serie de Televisión
Ver también: Constantine (serie de televisión)
En 2014, el canal NBC lanzó una serie de televisión del personaje, protagonizada por Matt Ryan, Lucy Griffiths, Harold Perrineau, Charles Halford, Angélica Celaya, Sir Maejor, Miles Anderson y Julia Lehman. La serie fue cancelada tras su primera temporada.